# Tiburón (película)
Tiburón (en inglés: Jaws) es una película estadounidense de terror, suspense y aventuras de 1975, dirigida por Steven Spielberg y basada en la novela homónima de Peter Benchley. En la historia, un enorme tiburón blanco devorador de hombres ataca a los bañistas en las playas de Amity Island, lo cual lleva al jefe de la policía local a emprender la caza del escualo junto a un biólogo marino y un marinero profesional. El actor Roy Scheider interpreta al jefe de policía Martin Brody, Richard Dreyfuss al oceanógrafo Matt Hooper, Robert Shaw al marinero Quint, Murray Hamilton al alcalde de Amity Island y Lorraine Gary a Ellen, esposa de Brody. El guion está acreditado tanto al propio Benchley, que elaboró los borradores iniciales, como al actor y guionista Carl Gottlieb, que lo reescribió durante el rodaje.
La mayor parte de la película se filmó en la isla de Martha's Vineyard (Massachusetts). Fue un rodaje accidentado que sobrepasó el presupuesto inicial y el calendario previsto. Hubo problemas con la réplica mecánica del tiburón y el director Spielberg se vio obligado en muchas de las escenas a sugerir la presencia del escualo en lugar de mostrarlo, apoyado para ello en un tema musical minimalista e inquietante creado por el compositor John Williams que indica las inminentes apariciones del depredador. Muchos, incluso el propio director de la película, han comparado este enfoque sugestivo con el de los clásicos filmes de suspense del director Alfred Hitchcock. Universal Pictures estrenó la película en una cantidad de salas de cine excepcionalmente alta para la época, más de 450 en Norteamérica, y la acompañó de una enorme y efectiva campaña publicitaria con un gran énfasis en anuncios de televisión y mercancía asociada. 
Considerada una de las mejores películas de la historia del cine, Tiburón es el prototipo de «taquillazo» cinematográfico veraniego y su estreno se recuerda como un verdadero hito del séptimo arte. Fue la producción con mayor recaudación hasta el estreno de Star Wars en 1977. Recibió numerosos premios a su banda sonora y montaje, y junto a Star Wars, Tiburón fue el punto de partida del sistema de negocio del Hollywood moderno, que gira en torno a películas de acción o aventura basadas en premisas sencillas, que se estrenan en verano rodeadas de grandes campañas publicitarias y en muchas salas de cine para intentar asegurar su éxito entre el público. A Tiburón siguieron tres secuelas, ninguna con participación de Spielberg o Benchley, y numerosos filmes que la imitaban. En 2001, la película fue seleccionada por la Biblioteca del Congreso de Estados Unidos para ser preservada en el Registro Nacional de Cine por ser «cultural, histórica o estéticamente significativa».

## Argumento
Una chica de nombre Chrissie abandona una fiesta nocturna en una playa de la localidad de Amity Island para ir a bañarse desnuda en el mar. Tras acercarse nadando a una boya, es atacada por una fuerza que no se ve, arrastrada por el agua entre gritos y finalmente desaparece de la superficie.
A la mañana siguiente se denuncia su desaparición y poco después el jefe de policía de la localidad, Martin Brody, encuentra sus restos mutilados en una playa. El forense le revela que la chica fue atacada por un tiburón y por ello Brody sugiere cerrar las playas a los bañistas, pero su propuesta es rechazada por el alcalde de la localidad, Larry Vaughn, quien teme que la noticia arruine la inminente temporada veraniega, principal fuente de ingresos de la localidad turística. En consecuencia, el forense decide atribuir la muerte de Chrissie a un accidente de barco, explicación que Brody acepta con renuencia. Poco después el tiburón vuelve a atacar en la playa y mata a un niño de 11 años llamado Alex. Su madre ofrece una recompensa para quien acabe con el escualo, lo que desata el frenesí de los pescadores locales y atrae la atención del marinero profesional Quint. Matt Hooper, un biólogo marino que acaba de llegar a la localidad por petición del jefe de policía, examina los restos de Chrissie y determina que, sin ninguna duda, fue muerta por un tiburón.

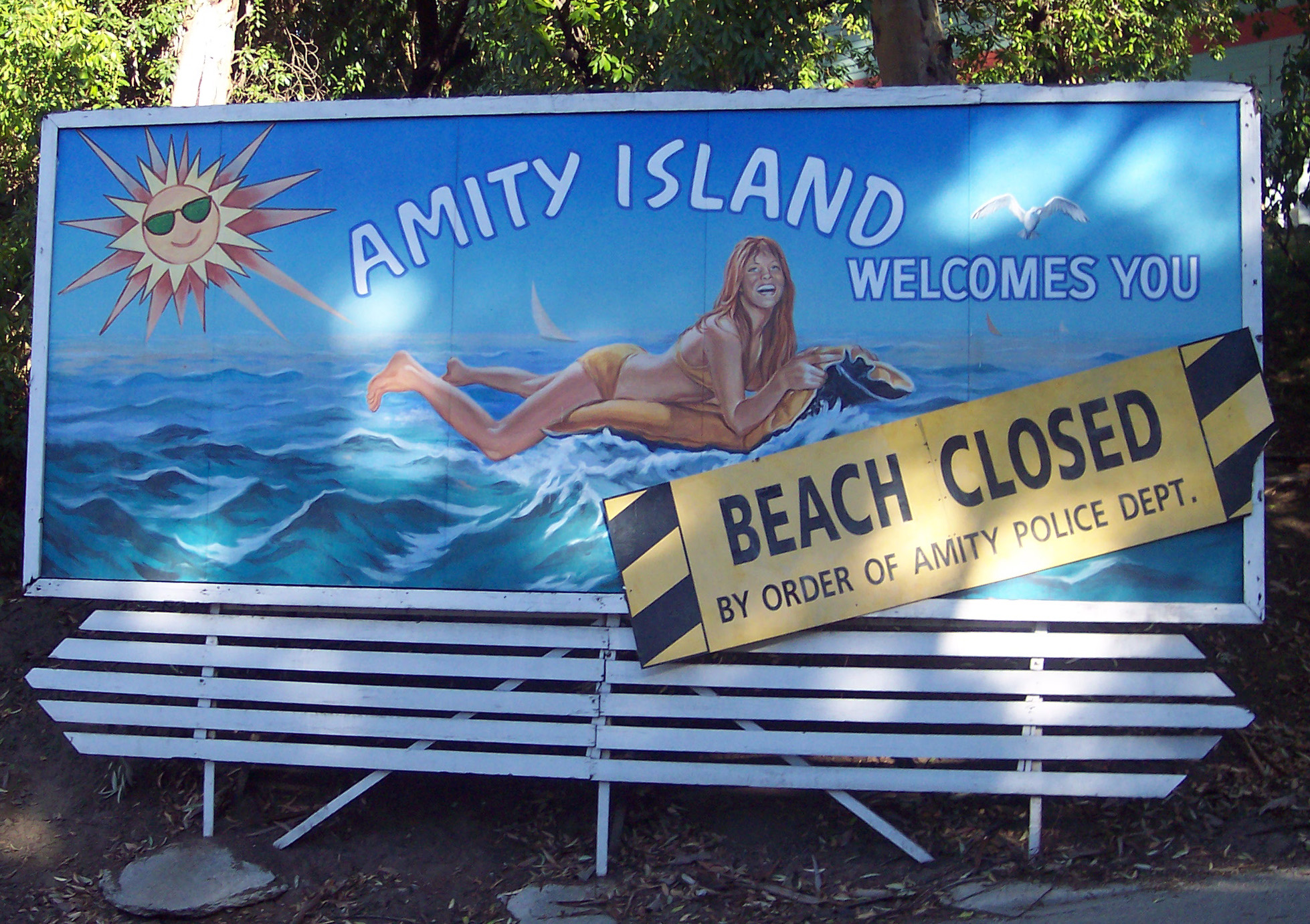
Panel en la atracción Jaws ride en los Universal Studios Hollywood, idéntico al que aparece en la película dando la bienvenida a la ficticia localidad de Amity Island.

Un pescador captura un enorme tiburón tigre, lo que lleva a los habitantes de Amity Island a pensar que el problema ha quedado resuelto. Sin embargo, Hooper examina el tamaño del animal y no cree que sea el responsable de las muertes. A pesar de ello, el alcalde Vaughan se opone a hacer pública esta opinión del biólogo. Esa misma noche, Hooper se presenta en casa de Brody a la hora de la cena y habla con él y con su esposa, Ellen, sobre sus experiencias con tiburones y la fascinación que le inspiran. Hooper sigue sin creer que se haya dado caza al devorador de hombres, por lo que junto a Brody van a examinar el contenido del estómago del escualo capturado y comprueban que no contiene restos humanos. Ambos zarpan a la mar esa misma noche para intentar encontrar al tiburón, pero en su lugar hallan el barco semihundido del pescador local Ben Gardner. Hooper se sumerge en el agua y descubre en el casco un enorme diente de tiburón justo antes de toparse con el cadáver mutilado de Gardner, lo que lo asusta y hace que se le caiga el diente del escualo. Sin pruebas materiales, Brody y Hooper no convencen al alcalde Vaughan, que se niega a cerrar las playas.
Los turistas comienzan a llegar en masa el día 4 de julio, pero una broma infantil crea el pánico en la playa. Al mismo tiempo, el tiburón asesino penetra en una laguna cercana y mata a un hombre. El hijo de 11 años de Brody, Michael es testigo del ataque y entra en estado de shock. El policía consigue convencer al alcalde de contratar los servicios de Quint y partir a la búsqueda y captura del animal. El marinero  acepta a regañadientes que Hooper se sume a la partida de caza en su barco junto a Brody y, con el fin de encontrar y matar al escurridizo escualo, los tres zarpan en el pequeño barco de Quint, el Orca.
Ya en el mar, Brody comienza a arrojar cebo mientras Quint prepara los aparejos de pesca que necesitará para atrapar al animal. En ese momento un enorme tiburón blanco emerge del agua a popa e impresiona sobremanera a Brody, que le dice a Quint: «Necesitará otro barco más grande». El escualo comienza a nadar en círculos en torno al pequeño barco mientras Hooper toma fotografías para la investigación. Quint consigue arponear al animal y le adhiere un barril flotante para mantenerlo localizado y cerca de la superficie, pero el poderoso tiburón lo sumerge y desaparece.
Los tres se retiran a la cabina del barco para cenar y Quint aprovecha para contarles a sus compañeros su terrible experiencia con tiburones tras el hundimiento del crucero de guerra USS Indianapolis en el teatro del Pacífico, a finales de la Segunda Guerra Mundial. En ese momento el tiburón embiste y daña el casco del barco, tras lo cual vuelve a desaparecer. A la mañana siguiente vuelven a avistar al escualo y Brody intenta ponerse en contacto con la Guardia Costera, pero Quint destruye la radio. Tras una larga persecución el marinero consigue arponear de nuevo al tiburón y lo ata a la popa del Orca, pero el animal arrastra la nave y consigue que se inunde lo suficiente para averiar sus motores. En ese momento Quint pone rumbo hacia la costa con la intención de atraer al inteligente escualo y asfixiarlo en aguas poco profundas, pero en su obsesión por dar caza a tan formidable presa, revienta los motores del Orca.
Con el pequeño barco inmovilizado y sin radio, el trío de hombres hace un intento desesperado: Hooper se pone el traje de buzo y se lanza al agua dentro de una jaula para intentar clavar al animal una lanza hipodérmica cargada con estricnina. El escualo ataca la jaula por detrás y la sacudida provoca que Hooper pierda su lanza. El tiburón, en su feroz ataque, queda atrapado en la jaula, momento que Hooper aprovecha para escapar y esconderse en el fondo marino. Quint y Brody elevan la jaula vacía, pero en ese momento el tiburón salta a la cubierta y destroza la popa del pequeño barco, provocando su hundimiento. El barco se inclina peligrosamente y Quint —que no es capaz de agarrarse— resbala hasta las fauces del monstruoso escualo, al que apuñala en vano mientras es mordido y arrastrado al mar. El escualo regresa y penetra en la cabina inundada del Orca, circunstancia que Brody aprovecha para meterle en las fauces un tanque de oxígeno de buceo, tras lo que sale al exterior, toma el rifle Garand M1 de Quint y se sube al mástil mientras el barco se hunde. El tiburón, con el tanque atascado entre sus dientes, comienza a dirigirse hacia Brody, quien le dispara con la intención de impactar al tanque. Tras mascullar «sonríe, hijo de perra», Brody acierta el tiro y hace estallar al tiburón en mil pedazos. El policía ríe aliviado mientras los restos del formidable escualo se hunden.
Hooper vuelve a emerger del agua y ríe junto a Brody, felices de haber puesto fin a la pesadilla. Con la ayuda de barriles flotantes, los dos comienzan a nadar de vuelta a la costa.

## Reparto
Aunque los productores le pidieron a Spielberg que contara con actores conocidos, este prefirió contratar actores que no fueran estrellas. Quería intérpretes anónimos que ayudaran a los espectadores a «creer que eso le estaba sucediendo a gente como tú y yo», mientras que «las estrellas conllevan un montón de recuerdos y esos recuerdos a veces pueden… corromper la historia». El director agregó además que en sus planes «la superestrella iba a ser el tiburón». Los primeros actores contratados fueron Lorraine Gary, esposa del entonces presidente de Universal Sid Sheinberg, que interpretaría a Ellen Brody, y Murray Hamilton como alcalde de Amity Island. Susan Backlinie, que anteriormente era una doble de cine, daría vida a Chrissie, pues sabía nadar y estaba dispuesta a desnudarse. La mayoría de los papeles menores fueron interpretados por habitantes de la isla Martha's Vineyard, lugar donde se rodó la cinta. Este fue el caso del diputado Hendricks, interpretado por Jeffrey C. Kramer, que luego pasaría a ser un productor televisivo.
A Robert Duvall le ofrecieron el papel de Brody, pero solo estaba interesado en interpretar a Quint. Charlton Heston expresó su deseo de quedarse con este rol, pero Spielberg pensó que era una estrella demasiado conocida para poner cara al jefe de policía de una modesta localidad. Roy Scheider también se interesó en el proyecto tras escuchar a Spielberg en una conversación en una fiesta en la que el director charlaba sobre hacer saltar al tiburón dentro de un barco. En un principio Spielberg no estaba del todo convencido de contratar a Scheider, porque temía que interpretara a un tipo «demasiado duro», similar a su personaje en The French Connection.
Nueve días antes de empezar a filmar no había actores para los papeles de Quint y Hooper. A Lee Marvin y Sterling Hayden le ofrecieron personificar a Quint, pero ambos lo rechazaron. Zanuck y Brown acababan de trabajar con Robert Shaw en El golpe y se lo propusieron a Spielberg. Shaw se mostró reacio a aceptar el personaje porque no le había gustado la novela de Benchley, pero decidió dar el sí a instancias de su esposa, la actriz Mary Ure, y su secretaria. Shaw basó su interpretación en la de su compañero de reparto Craig Kingsbury, un pescador local, granjero y personaje excéntrico que interpretaba en la película a Ben Gardner. Spielberg describió a Kingsbury como «la versión más pura de lo que, en mi opinión, era Quint», y algunas de sus frases y comentarios se incorporaron al guion en los diálogos tanto de Gardner como de Quint.
Para el rol de Hooper, Spielberg buscó en un principio a Jon Voight, pero también se barajaron los nombres de Timothy Bottoms, Joel Grey y Jeff Bridges. El amigo del director, George Lucas, le propuso a Richard Dreyfuss, con quien este había trabajado en American Graffiti. Este actor rechazó en principio el papel, pero cambió de opinión tras visionar la película El aprendizaje de Duddy Kravitz, que protagonizaba y que acababa de terminar de rodar. Decepcionado con su propia interpretación y temeroso de que nadie quisiera contratarlo una vez que esta se estrenara, llamó inmediatamente a Spielberg y aceptó el papel en Tiburón. Debido a que la película que había visionado el director era muy diferente del libro en que se basaba, Spielberg le pidió que no lo leyera. Una vez confirmado el reparto, reescribieron el personaje de Hooper para adecuarse mejor al actor, así como para asemejarse al propio Spielberg, que acabó viendo a Dreyfuss como «mi alter ego».

## Producción

### Desarrollo

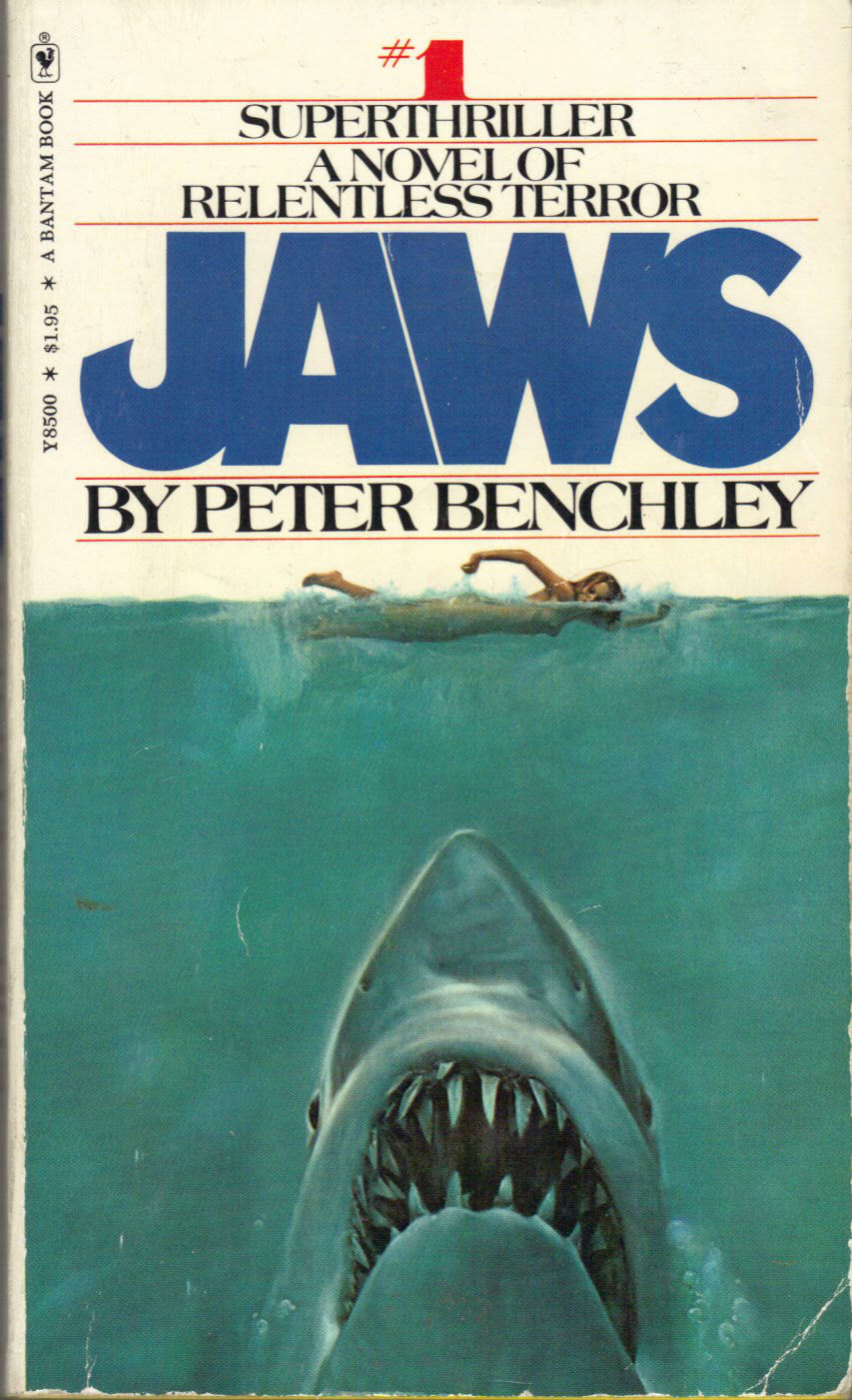
Portada de la edición de tapa blanda de la novela Tiburón, de Peter Benchley, con la ilustración de Roger Kastel que luego se usó en el cartel de la película.

Richard D. Zanuck y David Brown Baren, productores de Universal Pictures, habían oído hablar por separado de la novela Tiburón, de Peter Benchley. Brown se encontró con el escritor en el departamento de ficción de la revista Cosmopolitan, que entonces era editada por su esposa, Helen Gurley Brown. El editor de la sección de literatura de la revista escribió un pequeño resumen de su argumento y concluyó con el comentario «podría ser una buena película». Ambos productores leyeron la novela en una sola noche y a la mañana siguiente coincidieron en que era «lo más excitante que habían leído nunca» y que querían producir una versión cinematográfica, aunque no estaban seguros de cómo se podría hacer. En 1973, antes de la publicación de la novela, compraron sus derechos por 175 000 dólares estadounidenses (USD en adelante). Brown afirmó que si hubiera leído el libro dos veces nunca hubiera producido la película porque se habría dado cuenta de lo difícil que iba a ser ejecutar ciertas secuencias.
Para dirigir la adaptación, Zanuck y Brown consideraron en principio al veterano cineasta John Sturges —cuyo currículo incluía una aventura marítima, El viejo y el mar— antes de ofrecerle el trabajo a Dick Richards, quien el año anterior había dirigido su ópera prima, Coraje, sudor y pólvora. Sin embargo, los productores acabaron irritados por el hábito de Richards de describir al tiburón como una ballena y pronto abandonó un proyecto que deseaba Steven Spielberg, joven cineasta de 26 años que ya había dirigido su primera película para el cine, Loca evasión, con producción de Zanuck y Brown. Al final de una reunión en su oficina, Spielberg se hizo con una copia de la aún inédita novela de Benchley y quedó inmediatamente cautivado. Más tarde observó que era similar a su telefilme de 1971, Duel, pues según sus palabras, en ambas historias «estos leviatanes atacan a cualquiera». Tras la salida de Richards del proyecto, los productores contrataron a Spielberg, quien firmó en junio de 1973, antes del estreno de Loca evasión.
Sin embargo, antes de que echara a andar la producción, Spielberg comenzó a tener dudas sobre el proyecto por temor a ser encasillado como «el director del camión y el tiburón». Quería dirigir en su lugar Los aventureros de Lucky Lady de la 20th Century Fox, pero Universal ejerció su derecho en virtud del contrato firmado con el director para impedir su marcha. Brown intentó convencer a Spielberg de seguir con la película, diciendo que «después [de Tiburón], podrás hacer todas las películas que quieras». El filme recibió un presupuesto estimado en 3,5 millones de dólares y un plazo de filmación de cincuenta y cinco días. Se planificó el inicio del rodaje para mayo de 1974 y la Universal pretendía finalizar la filmación a fines de junio, cuando expiraba el contrato de la productora con el Sindicato de Actores de Cine y con ello evitar cualquier interrupción debido a una huelga.

### Guion

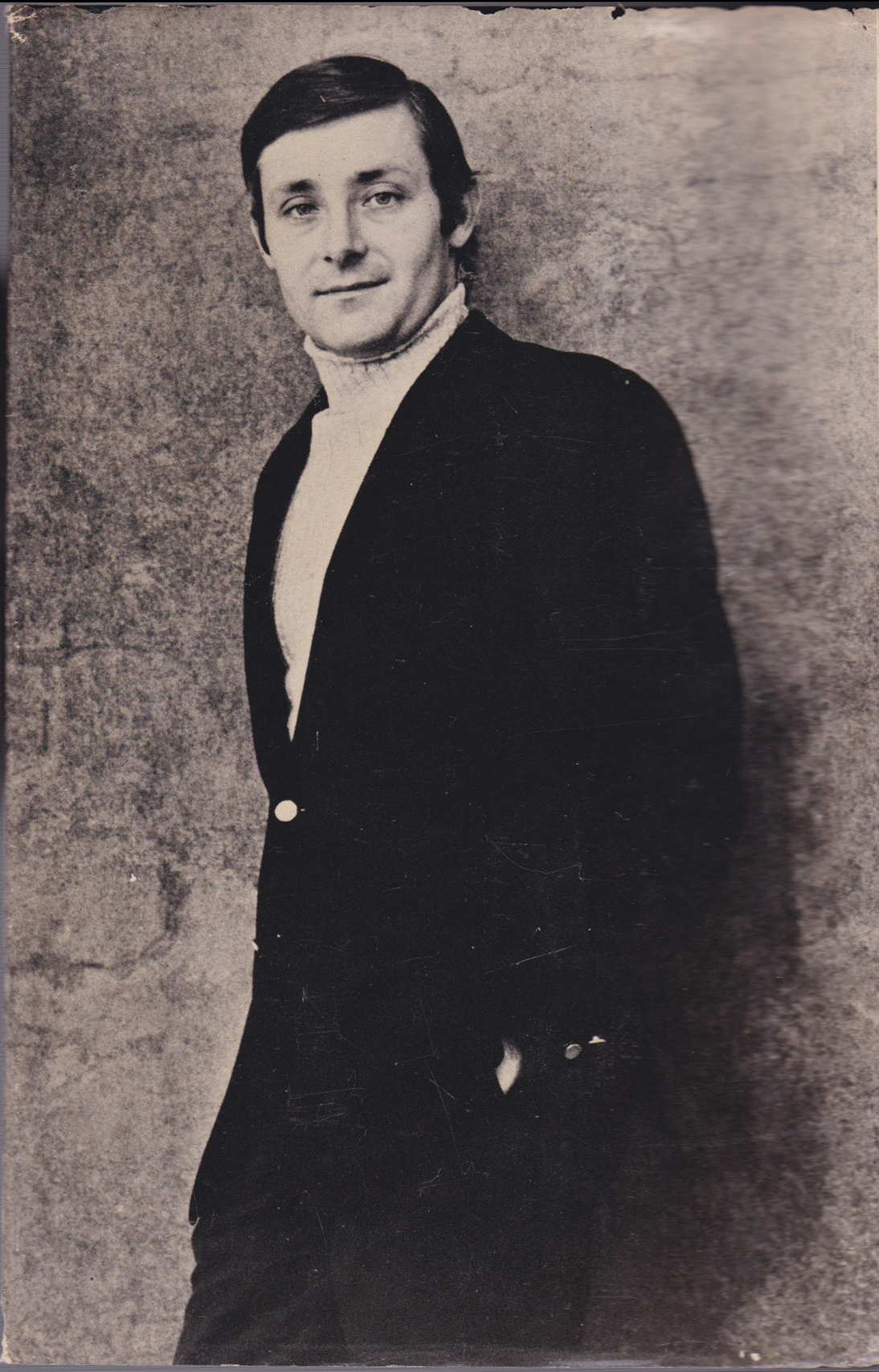
Peter Benchley, autor de la novela original y de las tres primeras versiones del guion cinematográfico, fotografiado en 1974.

Para la adaptación Spielberg quería conservar el concepto básico de la novela de Benchley, pero también eliminarle algunas de las subtramas. Declaró que su parte favorita del libro era la caza del tiburón en las últimas 120 páginas, y cuando aceptó el trabajo le dijo a Zanuck «me gustaría hacer la película si puedo cambiar los dos primeros actos y basarlos en un guion original, para luego ser muy fiel al libro en el último tercio». Cuando los productores adquirieron los derechos de la novela prometieron a Benchley que podría escribir el primer borrador del guion cinematográfico. En total llegó a escribir tres borradores antes de que el guion fuera entregado a otros guionistas. Al enviar su última versión a Spielberg, le dijo: «Es lo mejor que puedo hacer». Uno de sus cambios fue eliminar el asunto del adulterio entre Ellen Brody y Matt Hooper a sugerencia de Spielberg, que temía que esto mermara la camaradería de los tres hombres a bordo del Orca. Durante la filmación, Benchley aceptó volver al proyecto para interpretar un pequeño papel como reportero.
Spielberg, que sentía que los personajes del guion de Benchley resultaban todavía antipáticos, invitó al joven guionista John Byrum a que hiciera una rescritura, pero este rechazó la oferta. Los creadores de la serie de televisión Colombo, William Link y Richard Levinson, también declinaron una invitación del director. El dramaturgo Howard Sackler, ganador de un premio Tony y un Pulitzer, estaba en Los Ángeles cuando los productores comenzaron a buscar otro guionista y se ofreció a realizar una rescritura. Como el director y los productores no estaban satisfechos con el guion de Benchley, aceptaron enseguida.
Spielberg quería «cierta ligereza» para Tiburón, con situaciones simpáticas que evitaran que la película se convirtiera en «una caza en un mar oscuro», por lo que recurrió a su amigo Carl Gottlieb, un guionista y actor cómico que trabajaba entonces en la comedia televisiva La extraña pareja. Spielberg le envió un guion, preguntándole qué es lo que cambiaría y si había en él algún papel que le interesaría interpretar. Gottlieb le devolvió tres páginas con notas y eligió el personaje de Meadows, editor de un periódico local. Pasó una audición una semana antes de que Spielberg lo llevara a hablar con los productores sobre su participación como guionista.

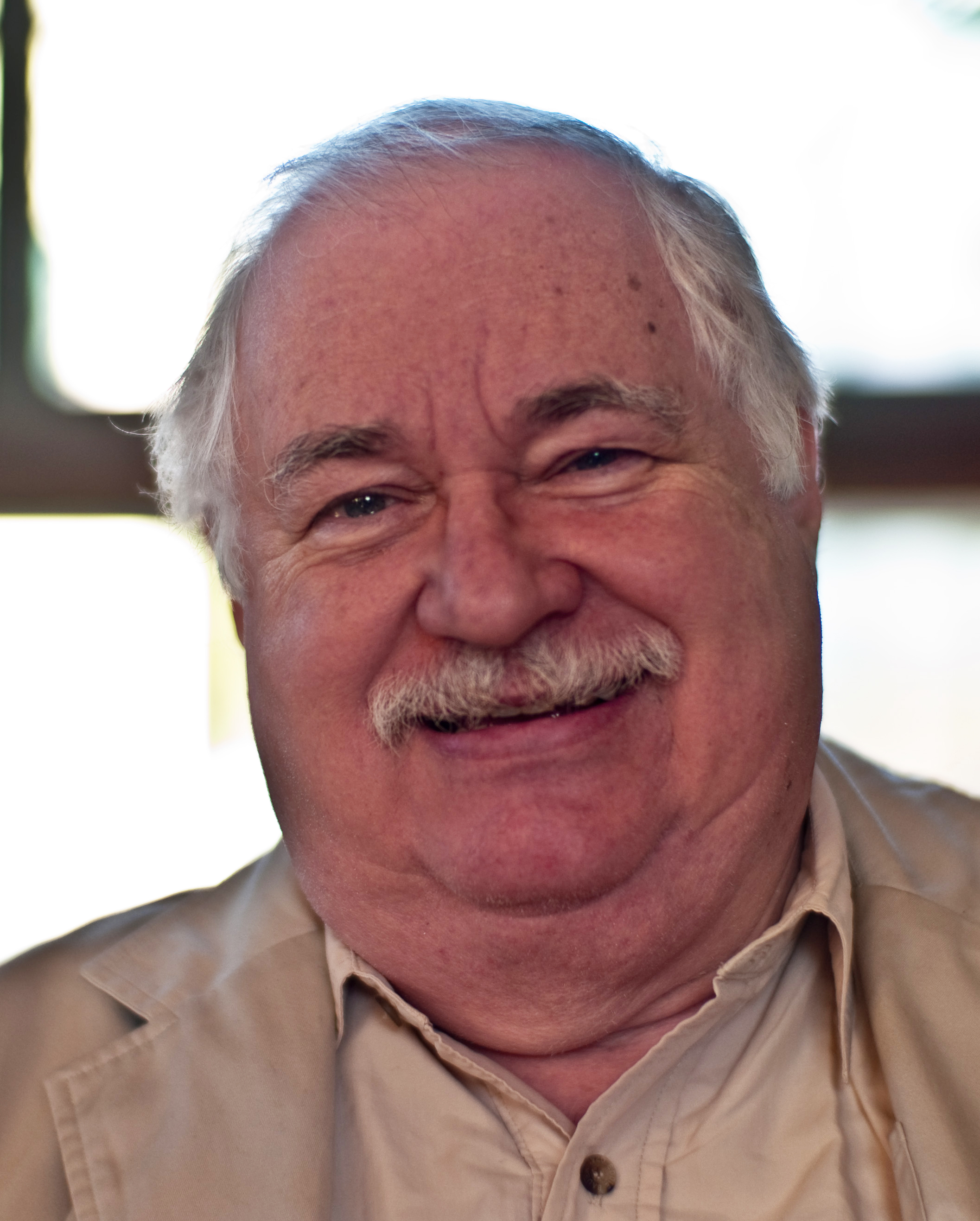
Carl Gottlieb (foto de 2009), uno de los guionistas de Tiburón.

Aunque su acuerdo inicial era pulir los diálogos en solo una semana, finalmente Gottlieb se convirtió en el guionista principal y reescribió por completo el libreto durante las nueve semanas que duró el rodaje. El guion para cada secuencia se solía terminar de escribir la noche antes del rodaje, después de que Gottlieb cenara con Spielberg y los miembros del reparto y el equipo de rodaje para decidir qué es lo que incluiría finalmente en la película. Muchas líneas de diálogo fueron fruto de la improvisación de los actores durante estas comidas, y unas pocas se decidieron ya en el mismo set de rodaje, caso de la célebre frase ad lib. de Roy Scheider: «Necesitará otro barco más grande». John Milius contribuyó a pulir algunos diálogos y los guionistas de Loca evasión, Matthew Robbins y Hal Barwood, también hicieron pequeñas contribuciones, pero no aparecen en los créditos. Spielberg afirmó que preparó su propio borrador, pero no está claro hasta qué punto los guionistas se basaron en él. Una alteración específica que él introdujo en la historia fue la de cambiar la muerte del tiburón: de recibir numerosas heridas pasó a morir en la explosión de la botella presurizada, pues pensaba que al público le gustaría más un «un gran final conmovedor». El director estimó que el guion final tenía un total de veintisiete escenas que no estaban en el libro original.
Benchley había escrito Tiburón después de leer sobre la captura de un enorme tiburón en 1964 por el pescador Frank Mundus. De acuerdo con Gottlieb, el personaje de Quint está basado libremente en Mundus, para lo que leyó el libro Sportfishing for Sharks que este había publicado. A Sackler se le ocurrió la historia de fondo que relata Quint como superviviente del desastre del USS Indianapolis. La cuestión de quién escribió el célebre monólogo de Quint sobre el Indianapolis ha provocado cierta controversia. Spielberg la describió como fruto de la colaboración entre Sackler, Milius y el actor Robert Shaw, que también era guionista. Según el director, Milius convirtió el discurso de tres cuartos de página que había escrito Sackler en un monólogo, y este fue luego reescrito por el propio Shaw. Gottlieb le atribuye la autoría a Shaw y minimiza la contribución de Milius.

### Rodaje
El rodaje de Tiburón comenzó el 2 de mayo de 1974 en la isla Martha's Vineyard (Massachusetts), localización seleccionada después de que se barajara la posibilidad de rodar en Long Island. Brown explicó que la producción «necesitaba una zona de vacaciones de clase media baja para que pareciera que los ataques del tiburón podían destruir su negocio turístico». Martha's Vineyard también fue elegida porque el océano circundante tiene un fondo marino arenoso que no llega más allá de los once metros de profundidad hasta diecinueve kilómetros de la costa, lo que ayudó a operar más fácilmente el tiburón mecánico movido por hélice. Puesto que Spielberg quería rodar escenas submarinas para imitar lo que la gente ve mientras nada en el mar, el director de fotografía Bill Butler tuvo que idear nuevos equipos que permitieran la filmación en el mar y bajo el agua, entre ellos una plataforma acuática para mantener la cámara estable y ajena a las mareas y una caja estanca sumergible. Spielberg le pidió al departamento de arte evitar el color rojo tanto en los escenarios como en la indumentaria de los personajes, de modo que la sangre de los ataques del escualo fuera el único elemento rojo en pantalla y así causara un impacto mayor en los espectadores.

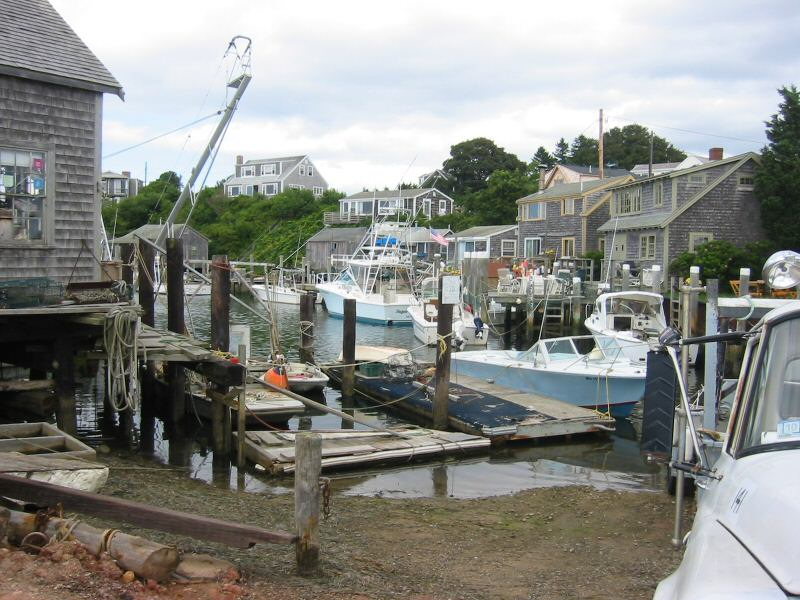
El pueblo pesquero de Menemsha, en Martha's Vineyard, fue la principal localización del rodaje.

Para la película se construyeron tres réplicas de tiburones a tamaño real con accionamiento neumático —llamados «Bruce» por el equipo en honor al abogado de Spielberg, Bruce Raimer—: un tiburón tipo trineo acuático sin vientre que era arrastrado por un cable de cien metros y dos tiburones sobre plataforma, uno que se movía de izquierda a derecha de la cámara —en su lateral contrario tenía a la vista numerosas mangueras neumáticas— y otro exactamente igual, pero a la inversa. El director de arte Joe Alves diseñó los tiburones a finales de 1973 y estos fueron construidos entre noviembre de ese año y abril de 1974 en Rolly Harper's Motion Picture & Equipment Rental en Sun Valley, en el Valle de San Fernando, California. Su creación implicó un equipo de unos cuarenta técnicos de efectos supervisados por el renombrado especialista en efectos mecánicos Bob Mattey, conocido por ser el creador del calamar gigante que aparece en la película de 1954 Veinte mil leguas de viaje submarino. Una vez terminados, los tiburones fueron transportados en camión hasta el lugar de rodaje. A comienzos de julio la plataforma usada para remolcar los dos tiburones de las tomas laterales volcó mientras era sumergida hasta el lecho marino, lo que obligó a un equipo de buzos a recuperarla. El modelo del tiburón necesitaba catorce personas para accionar todas sus partes móviles.
El rodaje fue complicado y su presupuesto se disparó. David Brown dijo que el presupuesto «era de cuatro millones de dólares y la película terminó costando nueve millones». Solo los efectos especiales costaron tres millones debido a los problemas del equipo con los tiburones mecánicos, y no en vano los miembros más descontentos del equipo bautizaron el filme como «Flaws» —«Defectos», por su similitud con «Jaws»—. Spielberg le atribuyó muchos de los problemas a su perfeccionismo y su inexperiencia. El primero quedó claro por su insistencia en rodar en el mar con un tiburón de tamaño real: «Podría haber filmado la película en un tanque de agua o incluso en un lago protegido en alguna parte, pero no se habría visto igual». En cuanto a su falta de experiencia, dijo: «Yo era ingenuo sobre el océano, básicamente. En el fondo era bastante ingenuo sobre la madre naturaleza y la arrogancia de un cineasta que creía que podía vencer a los elementos era temeraria, pero era demasiado joven para ser consciente de ello cuando exigí rodar la película en el océano Atlántico y no en un tanque de agua en Hollywood».
El rodaje en el mar provocó numerosos retrasos: barcos que no debían aparecer se colaban en pantalla, las cámaras se mojaban y una vez el barco Orca comenzó a hundirse con los actores a bordo. Los tiburones mecánicos se averiaban demasiado a menudo por diversas circunstancias, como el mal tiempo, el agua salada que se introducía por las mangueras neumáticas, su estructura se fracturaba debido a la presión del agua, su piel de cobertura se corroía y además se producía electrólisis. Desde la primera prueba en el mar la espuma de neopreno «no absorbente» que componía la piel de los tiburones se empapó de agua y los hinchó. Además, las réplicas del escualo se enredaban a menudo con las algas marinas. Spielberg calculó después que, de las doce horas de trabajo al día de promedio, solo cuatro eran de filmación. Gottlieb, el guionista, estuvo a punto de ser decapitado por las hélices de un barco y Dreyfuss quedó atrapado en la jaula submarina. Además, los actores sufrieron mareos por el balanceo de los barcos. Shaw se marchaba a Canadá siempre que podía porque tenía problemas fiscales, bebía demasiado y estaba resentido con Dreyfuss, quien estaba recibiendo críticas favorables por su papel en Duddy Kravitz. La montadora Verna Fields apenas tuvo material rodado con el que trabajar durante la filmación, pues según Spielberg: «rodábamos cinco escenas en un buen día, tres en un día normal y ninguna en un día malo».

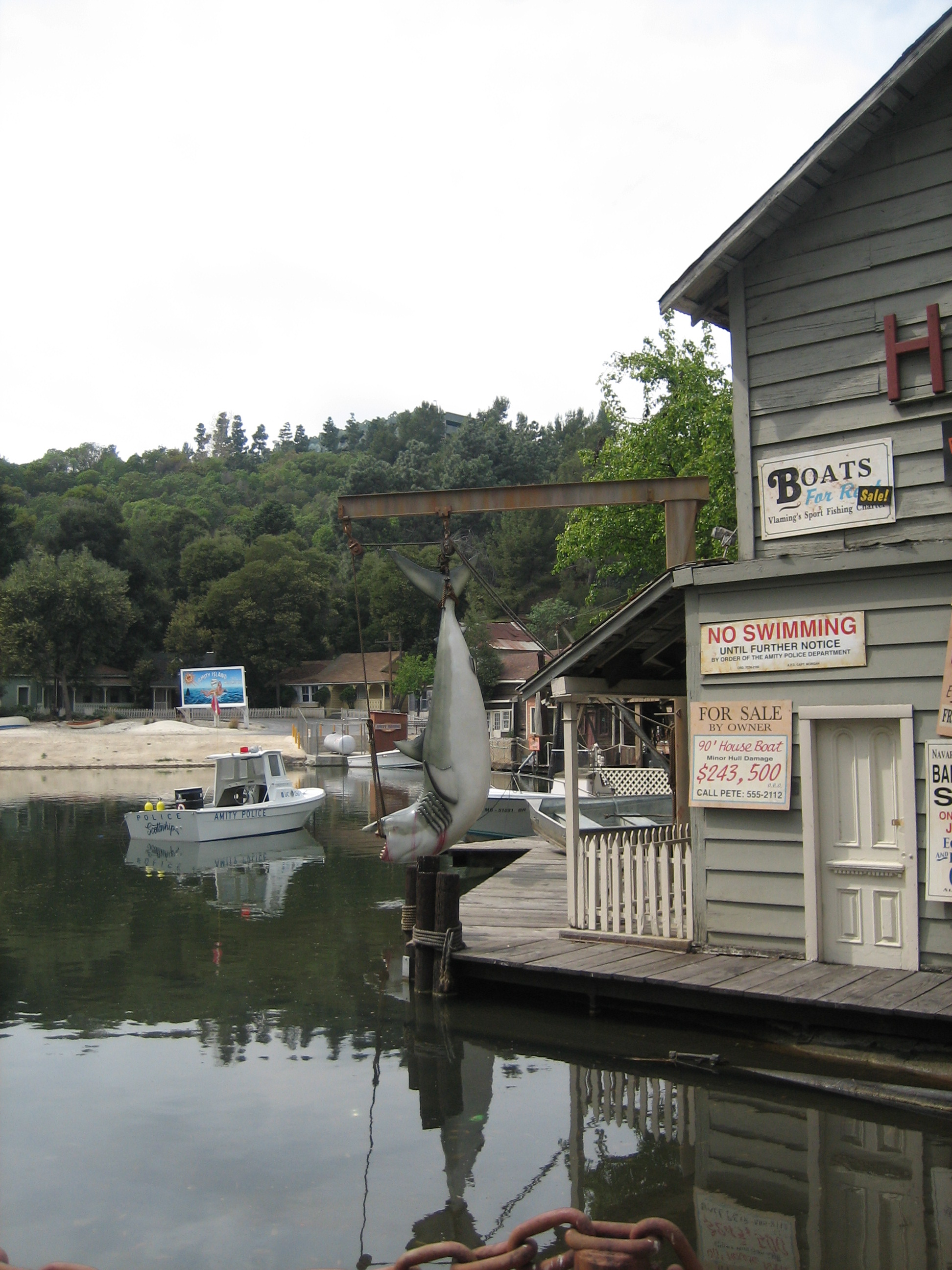
Recreación del puerto de Amity Island en los Universal Studios Hollywood.

Los retrasos fueron fortuitos en algunos casos. El guion fue retocado durante el rodaje y los tiburones mecánicos, muy poco fiables, forzaron al director a rodar muchas escenas en las que solo se sugería la presencia del escualo. Por ejemplo, durante gran parte de la caza del animal su ubicación solo es indicada por los barriles amarillos flotantes. En la escena de apertura el tiburón debía aparecer devorando a Chrissie, pero tuvo que ser reescrita para mostrar únicamente a la actriz Backlinie siendo arrastrada por unos cables que simulaban el ataque del escualo. Spielberg también incluyó numerosas tomas en las que solo se veía la aleta dorsal del escualo. Esta restricción forzada a la hora de mostrar al animal paradójicamente añadió suspense a la película. Como Spielberg señaló años después: «El filme pasó de ser como una película de terror japonesa de los sábados por la tarde a parecerse a las de Hitchcock: cuanto menos ves, más suspense». En otra entrevista dijo algo similar: «El tiburón averiado fue un regalo del cielo. Hizo que me pareciera más a Alfred Hitchcock que a Ray Harryhausen». Las actuaciones fueron cruciales para convencer a la audiencia de la presencia de un gran tiburón: «Cuanto más falso parecía el tiburón en el agua, mayor era mi ansiedad por mejorar el naturalismo de las interpretaciones».
Ron y Valerie Taylor filmaron las tomas de tiburones reales en aguas de Australia, con un maniquí de pequeño tamaño en una diminuta jaula para crear la ilusión de que los tiburones eran enormes. Durante la filmación de los Taylor, un auténtico gran blanco atacó el barco y la jaula vacía, con lo que consiguieron unas imágenes impresionantes que Spielberg quiso incorporar a la película. El problema era que no había nadie dentro de la jaula en el momento de esa filmación y según la novela era Hooper el que estaba en su interior intentando acabar con el escualo, por lo que el guion tuvo que ser modificado: Hooper ya había escapado de la jaula, con lo que ya se pudo incluir la filmación del ataque real. Como señaló el productor ejecutivo Bill Gilmore, «El tiburón australiano reescribió el guion y salvó al personaje de Dreyfuss».
Estaba previsto que el rodaje durase 55 días, pero finalizó el 6 de octubre de 1974, 159 días después de empezar. Spielberg, reflexionando sobre el prolongado rodaje, afirmó: «Pensé que mi carrera como cineasta había terminado. Oí rumores… de que nunca volvería a trabajar porque nunca nadie había rodado una película durante más de 100 días». El propio Spielberg no estaba presente cuando se filmó la escena final de la película, la explosión del tiburón, porque pensaba que el equipo estaba planeando tirarlo al agua cuando la escena hubiera finalizado. Desde entonces, se ha convertido en una tradición que este director no esté presente en la filmación de las últimas escenas de sus películas. Más tarde se rodaron escenas submarinas en un tanque de agua de la Metro-Goldwyn-Mayer en Culver City, donde los especialistas Dick Warlock y Frank James Sparks sustituyeron a Dreyfuss en la escena del ataque a la jaula, y otras tomas cerca de la isla Santa Catalina (California). El barco Orca fue transportado a Los Ángeles para que el equipo de efectos de sonido pudiera grabar pistas tanto para el barco como para las escenas subacuáticas. La montadora Verna Fields, que había completado un primer montaje de los dos primeros tercios de la película, antes de la caza del tiburón, terminó todo el montaje y relaboró algunas escenas. Según Zanuck, «Ella en realidad intervino y reelaboró algunas escenas que Spielberg había construido con tono cómico para hacerlas más terroríficas, y otras escenas que él filmó terroríficas y las convirtió en cómicas».
Después de las exhibiciones de la película previas al estreno general se alteraron dos escenas. Debido a que los gritos de los espectadores habían impedido escuchar la frase «Necesitará un barco más grande» que pronuncia Scheider, se alargó la escena de su reacción de impresión tras la aparición del escualo y se elevó el volumen de la frase. Spielberg también decidió que quería «un grito más», y volvió a filmar la escena submarina en la que Hooper descubre al cadáver de Ben Gardner. Para ello tuvo que poner 3000 USD de su bolsillo porque la Universal se negó a pagar la nueva filmación. Esta escena submarina se filmó en la piscina de la editora Fields en Encino, California, usando un modelo de látex de la cabeza de Craig Kingsbury pegado a un maniquí que fue colocado en el casco del barco hundido.

### Banda sonora
John Williams compuso la música de la película, trabajo que le valió un Óscar a la mejor banda sonora y que tiempo después fue colocado en el sexto lugar en una lista de las mejores bandas sonoras elaborado por el American Film Institute. El celebérrimo tema principal es una simple alternancia de dos notas musicales que se ha convertido en una pieza clásica de música de suspense, sinónimo de un peligro muy próximo. La pieza fue interpretada a la tuba por Tommy Johnson. Cuando Johnson le preguntó a Williams por qué había compuesto la melodía en un registro tan alto y por qué no la interpretaba un instrumento más apropiado, como la trompa, este le respondió que quería «que sonara un poco más amenazante». Cuando Williams le mostró por primera vez la melodía al director, tocando las dos únicas notas en un piano, Spielberg afirma que rio pensando que era una broma. Como Williams vio similitudes entre Tiburón y las películas de piratas, en otros fragmentos evocó «música de piratas», que él definió como «primitiva, pero divertida y entretenida». Con rápidos encadenados de percusión, la banda sonora contiene también ecos de La consagración de la primavera de Ígor Stravinski.
Existen varias interpretaciones sobre el significado y la eficacia del tema musical principal de Tiburón, que es ampliamente descrito como uno de los temas cinematográficos más reconocibles de todos los tiempos. El erudito de la música Joseph Cancellaro propone que el sonido producido por las dos notas imita los latidos del corazón del tiburón. Según Alexandre Tylski, esta música sugiere la respiración humana, del mismo modo que la que Bernard Herrmann creó para Taxi Driver, North by Northwest y La isla misteriosa. Sostiene además que el motivo más fuerte de la partitura es en realidad «la división, la ruptura» —cuando se corta dramáticamente tras la muerte de Chrissie—. La banda sonora también aprovecha de forma inteligente la relación entre el sonido y el silencio: los espectadores son condicionados a asociar al tiburón con su tema, algo que se explota en el clímax final de la película, cuando el animal aparece sin introducción musical.
Spielberg dijo más tarde que sin la partitura de Williams la película habría tenido la mitad de éxito, y el propio Williams admite que catapultó su carrera. Williams ya había puesto música al debut de Spielberg, The Sugarland Express, y desde entonces ha colaborado con él en todas sus películas excepto en El color púrpura y en Ready Player One. La banda sonora original de Tiburón fue puesta a la venta por MCA Records en 1975, y en 1992 apareció en CD incluyendo casi una hora y media de música que Williams rehízo para el álbum. En 2000 aparecieron dos versiones de la música: Decca/Universal restrenó el álbum coincidiendo con la edición DVD del 25.º aniversario, con los cincuenta y un minutos originales de la banda sonora, y Varèse Sarabande puso a la venta una nueva grabación de la partitura interpretada por la Royal Scottish National Orchestra con la dirección de Joel McNeely.

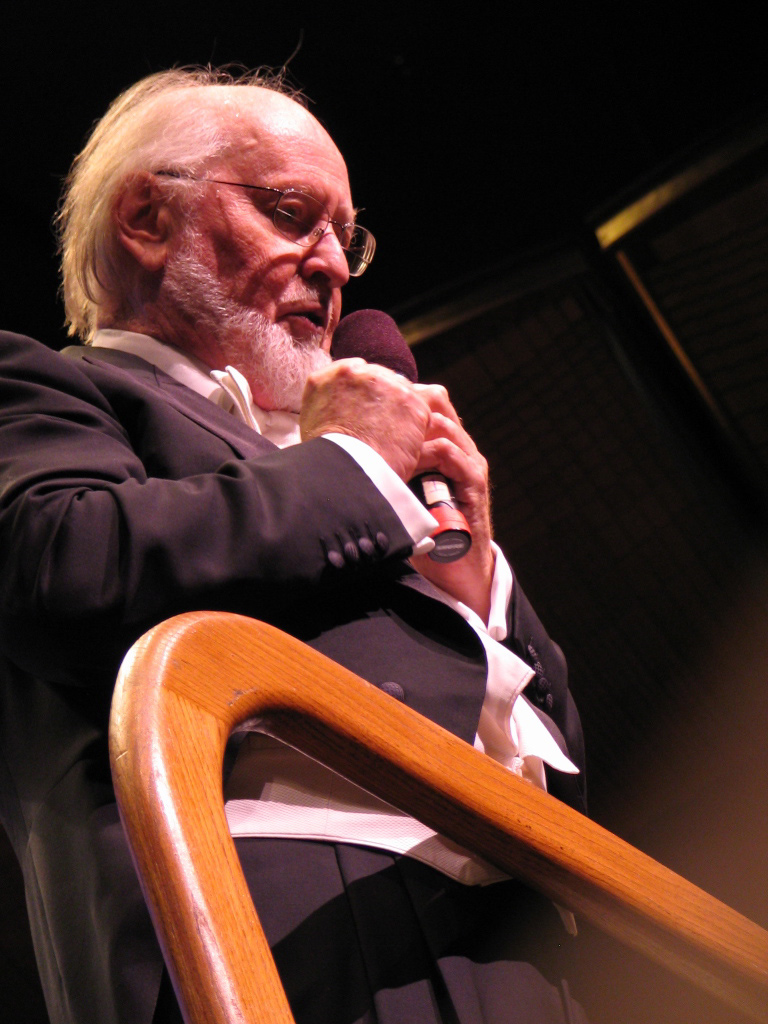
John Williams, compositor de la célebre banda sonora de Tiburón.

Lista de temas
| N.º   | Título                             | Duración |  |
| 1.    | «Main Title (Theme From "Jaws")»   | 2:20     |  |
| 2.    | «Chrissie's Death»                 | 1:42     |  |
| 3.    | «Promenade (Tourists on the Menu)» | 2:47     |  |
| 4.    | «Out to Sea»                       | 2:29     |  |
| 5.    | «The Indianapolis Story»           | 2:26     |  |
| 6.    | «Sea Attack Number One»            | 5:26     |  |
| 7.    | «One Barrel Chase»                 | 3:07     |  |
| 8.    | «Preparing the Cage»               | 3:28     |  |
| 9.    | «Night Search»                     | 3:33     |  |
| 10.   | «The Underwater Siege»             | 2:34     |  |
| 11.   | «Hand to Hand Combat»              | 2:32     |  |
| 12.   | «End Title (Theme From "Jaws")»    | 2:21     |  |
| 34:16 |                                    |          |  |

### Doblaje al español
Se realizaron dos doblajes: uno para España y otro para Hispanoamérica. En el caso europeo, que se dobló en el estudio Voz de España en Barcelona, el reparto quedó formado por Dionisio Macías (en la voz del jefe Martin Brody), Antonio García Moral (para Matt Hooper), Elsa Fábregas (Ellen Brody), Rafael Luis Calvo (en el papel del alcalde Larry Vaughn), Constantino Romero (Leonard Hendricks), Arsenio Corsellas (Sam Quint), Mario Gas (Tom Cassidy), Felipe Peña (para la voz de Charlie), Claudi García (como el hombre que está en el bote), Vicens Manuel Domenech que dobló a tres personajes (médico de la funeraria, Ben Gardner y Harry Wiseman), Carmen Robles (como Polly, secretaria del jefe Brody), Juan Comellas (para el reportero), Pepe Mediavilla (para hacer las voces adicionales menores) y Enriqueta Linares (como la mujer que está en la reunión).
Sobre la versión hispanoamericana, el doblaje se realizó en un estudio situado en la Ciudad de México, se usó como base la versión para la televisión en 1977, pero el doblaje se volvió el oficial para Hispanoamérica. El reparto quedó conformado por Pedro d'Aguillon (como el jefe Martin Brody), Carlos Becerril (Matt Hooper), Rommy Mendoza (Ellen Brody), Paca Mauri (para Sam Quint), Arturo Mercado (Larry Vaughn), Rafael Rivera (Leonard Hendricks), Guillermo Coria (para doblar al reportero), Carlos Díaz (en el papel del niño que estaba en la barca) y, finalmente, Jorge Roig (en los roles de las voces diversas del ambiente).

## Inspiración y temas

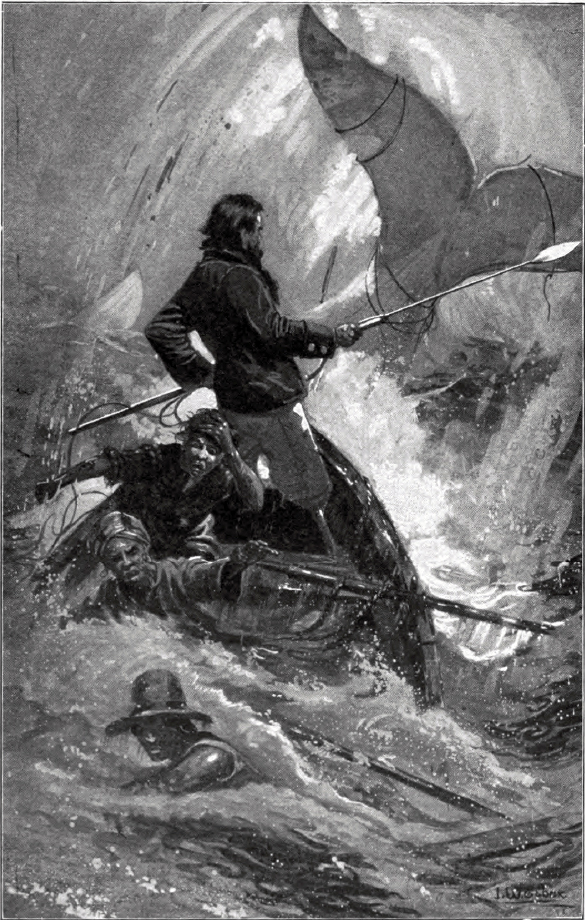
La novela Moby Dick de Herman Melville es uno de los principales antecedentes artísticos de Tiburón.

El antecedente artístico más obvio de Tiburón es la novela Moby Dick de Herman Melville. El personaje de Quint recuerda a Ahab, el capitán del Pequod obsesionado con dar caza a una ballena blanca. El monólogo de Quint revela su obsesión similar con los tiburones, e incluso su barco, el Orca, tiene el nombre del enemigo natural de los escualos. En la novela y en el guion original, Quint muere tras ser arrastrado bajo el agua con un arpón enganchado a su pierna, un final similar al de Ahab en la obra de Melville. En el borrador de Spielberg se encuentra una referencia directa a estas similitudes, pues el personaje de Quint aparece por primera vez viendo la película Moby Dick de 1956. Sin embargo, Gregory Peck, protagonista de esta adaptación del clásico literario y propietario de sus derechos de autor, no proporcionó la licencia necesaria para añadir la escena en Tiburón. El guionista Carl Gottlieb también incorporó algunas semejanzas con El viejo y el mar, de Ernest Hemingway: «Tiburón es… una lucha titánica, como Melville o Hemingway».
Las escenas submarinas que muestran la perspectiva del tiburón fueron comparadas por el escritor John Brosnan con las de dos películas de los años 1950, Creature from the Black Lagoon y The Monster That Challenged the World. Gottlieb nombró dos películas de ciencia ficción de la misma época como influencias para la manera en que se producen las escasas apariciones del depredador: The Thing from Another World, que este describió como «una gran película de terror en la que solo ves al monstruo al final», e It Came from Outer Space, donde «el suspense es una consecuencia de que la criatura está siempre fuera de plano». Estos precedentes ayudaron a Spielberg y a Gottlieb a «concentrarse en mostrar los ‘efectos’ del tiburón en lugar de al propio tiburón».
El crítico Neil Sinyard ha detectado similitudes con una obra de Henrik Ibsen, Un enemigo del pueblo. El propio Gottlieb ha dicho que él y Spielberg se referían a Tiburón como «Moby Dick sumado a Un enemigo del pueblo». La obra de Ibsen nos presenta a un médico que descubre que las aguas medicinales termales en una localidad costera están contaminadas. Estas aguas representan una gran atracción turística y una considerable fuente de ingresos para este lugar, pero cuando el médico intenta convencer a los lugareños del peligro de los contaminantes para la salud, pierde su trabajo y es rechazado. Esta trama tiene su paralelismo con la de Tiburón en el enfrentamiento de Brody con el alcalde de Amity Island, que se niega a reconocer la presencia de un gran tiburón que pueda acabar con la temporada turística veraniega. Brody es reivindicado cuando se producen nuevos ataques del escualo en las playas atestadas durante el día. Sinyard califica a la película como «una hábil combinación de las historias de Ibsen y el Watergate».

## Interpretación
El argumento de Tiburón ha sido interpretado de diversas maneras. Stephen Heath relacionó algunos aspectos ideológicos de la cinta con el entonces reciente escándalo Watergate, pues argumenta que Brody representa al «hombre blanco de clase media —no hay ni un solo personaje de raza negra y muy pocas mujeres en la película— que restaura el orden público con un heroísmo que nace del miedo y de la decencia». Sin embargo, Heath va más allá del contenido ideológico en su análisis para examinar la película, como un ejemplo de «producto industrial» vendido sobre la base del «placer del cine, ayudando a la perpetuación de la industria —parte del significado de Tiburón es precisamente ser la película más rentable—».
Andrew Britton pone en contraste la película con el cinismo posterior al escándalo Watergate abordado en el libro, sugiriendo que las alteraciones realizadas a la narrativa de la novela —la supervivencia de Hooper, la muerte explosiva del tiburón— ayudan a crear «un exorcismo colectivo, una ceremonia para la restauración de la confianza ideológica». Sugiere que la experiencia del filme es «inconcebible» sin el júbilo de los espectadores cuando el depredador es aniquilado, lo que significa la destrucción del mal en sí. Según Britton, Brody sirve para demostrar que «la acción individual de un solo hombre sigue siendo una fuente viable para el cambio social». Peter Biskind argumenta que esta película mantiene el cinismo posterior al Watergate sobre los políticos y el mundo de la política en el hecho de que el único villano, además del tiburón, es el irresponsable alcalde de la localidad. Sin embargo, observa que, lejos de las fórmulas que a menudo emplean los cineastas de la era del Nuevo Hollywood —es decir, nosotros contra ellos, los miembros de la contracultura contra las autoridades— el conflicto global en Tiburón no se cimenta en el concepto de los héroes contra la autoridad, sino contra lo que nos amenaza a todos, independientemente de nuestra posición socioeconómica.
Mientras que Britton señala que en el filme no se aborda el tema de los conflictos sociales de clase en Amity Island que sí aparecen en el libro, Biskind detecta divisiones de clase en la película y opina sobre su significado: «la autoridad debe ser restablecida, pero no por Quint». Sobre el marinero dice que su «dureza de la clase trabajadora y su independencia burguesa es extraña y aterradora… irracional y fuera de control». Hooper, por su parte, «está más asociado a la tecnología que a la experiencia, a una riqueza heredada más que a una autosuficiencia ganada a pulso», y queda apartado del momento culminante del filme. Britton considera que la película está más empeñada en mostrar «la vulnerabilidad de los niños y la necesidad de protegerlos», lo que a su vez ayuda a generar una «sensación generalizada del valor supremo de la vida de la familia: un valor claramente relacionado con la estabilidad y la continuidad cultural».
El análisis marxista elaborado por Fredric Jameson resalta la polisemia del tiburón y las múltiples maneras en que puede ser y ha sido interpretado: desde representar amenazas extranjeras como el comunismo o el Tercer Mundo, a temores más íntimos como la irrealidad de la vida estadounidense moderna y los vanos esfuerzos por suprimir el conocimiento de la muerte. Afirma que su función simbólica se encuentra en una «polisemia que es profundamente ideológica, en la medida en que permite que las ansiedades sociales e históricas vuelvan a ser cosas aparentemente naturales… contenidas en lo que parece un conflicto con otras formas de existencia biológica». Jameson ve la muerte de Quint como la destrucción simbólica del viejo y populista Estados Unidos de la época del New Deal y la asociación entre Brody y Hooper como una «alegoría de una alianza entre las fuerzas de la ley y el orden y la nueva tecnocracia de las corporaciones multinacionales… en la cual el espectador se regocija sin entender si él o ella está excluido».
El periodista Neal Gabler opina que la película muestra tres maneras diferentes de superar un obstáculo: la científica —representada por Hooper—, la espiritual —representada por Quint— y la del hombre común —representada por Brody—. Esta última es la que tiene éxito en el filme.

## Estreno

### Promoción

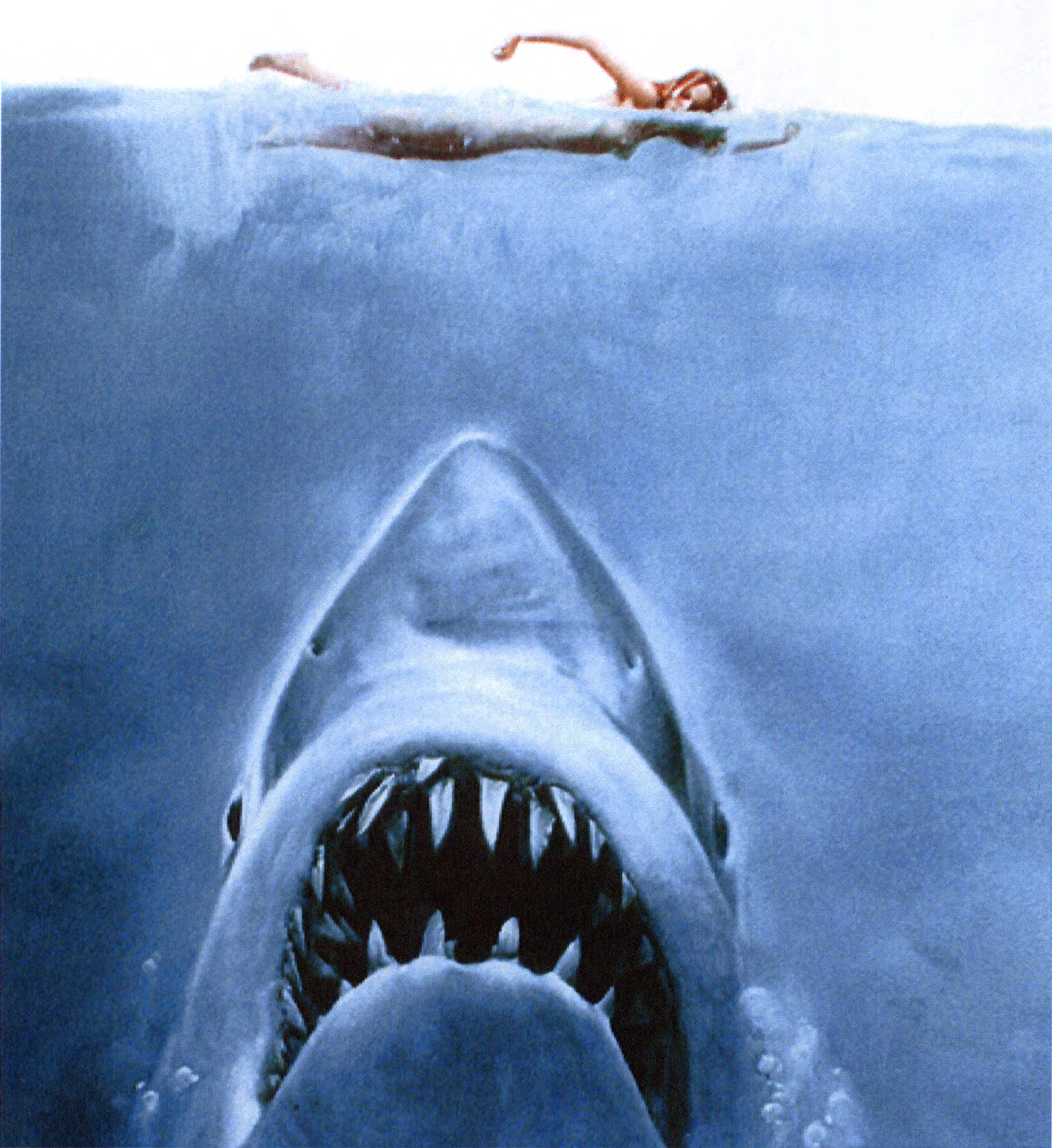
Ilustración de Roger Kastel usada para promocionar la novela y la película.

La productora Universal gastó 1,8 millones de USD en la promoción de Tiburón, 700 000 de los cuales se destinaron a una campaña televisiva sin precedentes. El bombardeo mediático incluyó veinticinco anuncios de medio minuto que se emitieron de noche, en horario de máxima audiencia, entre el 18 de junio de 1975 y el estreno de la película dos días después. Más allá de eso, el experto en la industria del cine Searle Kochberg afirma que Universal «ideó y coordinó un plan muy innovador para la comercialización de la película». Ya en octubre de 1974 Zanuck, Brown y Benchley habían aparecido en programas de televisión y radio para promocionar el libro Tiburón y su próxima adaptación al cine. El estudio y la editorial Bantam llegaron a un acuerdo para utilizar la misma imagen tanto en la cubierta del libro como en el cartel cinematográfico. Las piezas centrales de la estrategia conjunta de promoción fueron el tema musical creado por John Williams y el póster promocional en que se ve la cabeza de un enorme tiburón que se dirige hacia una incauta bañista. Este famoso póster se basó en la cubierta del libro de Benchley, ambos elaborados por un artista de la editorial Bantam, Roger Kastel. La agencia publicitaria Seiniger tardó seis meses en diseñar el cartel del filme. Su director Tony Seiniger dijo sobre el famoso cartel: «No importa lo que hiciéramos, no se veía lo suficiente aterrador». Por ello, Seiniger decidió finalmente que había que mostrar la parte inferior del escualo para que se vieran sus enormes dientes.
Para aprovechar el estreno de la cinta se crearon numerosos productos publicitarios y comerciales que se inspiraban en ella. Graeme Turner escribió en 1999 que Tiburón estuvo acompañada del que probablemente fuera «el mayor conjunto de productos asociados» de cualquier película hasta la fecha, «lo que incluía el álbum de la banda sonora, camisetas, vasos de plástico, un libro sobre la filmación de la película, la novela en que se basaba, toallas de playa, mantas, disfraces y muñecos de tiburón, juegos, carteles, pijamas, pistolas de agua, collares de dientes de tiburón y más». Por ejemplo, la Ideal Toy Company creó un juego de mesa en que el jugador tenía que usar un anzuelo para pescar cosas del interior de las fauces de un tiburón antes de que este las cerrara.

### Exhibición en cines
La satisfactoria respuesta de los espectadores en dos exhibiciones previas del primer montaje de la película —en Dallas el 26 de marzo de 1975 y en Long Beach dos días después—, así como el éxito de la novela de Benchley y las primeras fases de la campaña publicitaria desplegada por la Universal, generaron un gran interés entre los dueños de cines y facilitaron los planes del estudio para estrenar el filme en cientos de salas de manera simultánea. El 24 de abril se celebró en Hollywood una tercera y última proyección previa al estreno general que incorporaba los pequeños cambios en el montaje inspirados por las dos proyecciones anteriores y que ya se han mencionado en el capítulo sobre el rodaje. Cuando Lew Wasserman, director de los estudios Universal, asistió a una de estas proyecciones, ordenó que se redujera la cantidad total de salas de cine en que se exhibiría inicialmente la cinta en su debut, que originalmente era de novecientas, declarando «Quiero que esta película se exhiba durante todo el verano. No quiero que la gente de Palm Springs vea la película en Palm Springs, quiero que tomen sus automóviles y vengan a Hollywood a verla». A pesar de ello, los varios cientos de cines que tenían programado exhibir el filme de Spielberg en su estreno representaban entonces un estreno inusual en el mundo del cine. 
En esa época los estrenos masivos se asociaban a películas de dudosa calidad, que de esta manera disminuían el efecto de las críticas negativas y del boca a boca. Existían algunas excepciones recientes, como el reestreno de Billy Jack y de su secuela The Trial of Billy Jack, la continuación de Harry el sucio, Magnum Force y las últimas entregas de James Bond. Todavía entonces, el típico estreno de las grandes productoras se hacía en unos pocos cines de grandes ciudades, lo que permitía realizar varias premières. El enorme éxito de El padrino en 1972 había dado inicio a una tendencia de estrenos masivos, pero incluso esta película fue estrenada en principio en solo cinco salas antes de que se distribuyeran más copias para su segundo fin de semana.
Tiburón se estrenó el 20 de junio en cuatrocientas sesenta y cuatro salas en Norteamérica —cuatrocientas nueve en los Estados Unidos y el resto en Canadá—. La conjunción de este patrón de amplísima distribución con la novedosa campaña de publicidad televisiva creó una forma de estreno cinematográfico nunca antes vista. Sid Sheinberg, presidente de Universal, concluyó que los costes de la promoción comercial a nivel nacional se amortizarían con unos ingresos por copia más favorables que si la película se hubiera distribuido de forma más lenta y escalonada. En vista del éxito comercial de Tiburón, su estreno se expandió el 25 de julio a casi setecientos cines, y para el 15 de agosto a más de novecientos cincuenta. La distribución internacional siguió el mismo patrón, con intensivas campañas televisivas y estrenos masivos. A continuación se enlistan los estrenos de la película a nivel mundial:
| País                                         | Fecha                             |
| -------------------------------------------- | --------------------------------- |
| Estados Unidos Canadá                        | Viernes 20 de junio de 1975       |
| Portugal                                     | Miércoles 22 de octubre de 1975   |
| Hong Kong                                    | Jueves 20 de noviembre de 1975    |
| Australia                                    | Jueves 27 de noviembre de 1975    |
| Japón                                        | Sábado 6 de diciembre de 1975     |
| Bélgica                                      | Miércoles 17 de diciembre de 1975 |
| Alemania Occidental Países Bajos             | Jueves 18 de diciembre de 1975    |
| Austria España Finlandia Italia Suecia Suiza | Viernes 19 de diciembre de 1975   |
| Israel                                       | Sábado 20 de diciembre de 1975    |
| Egipto Grecia Líbano                         | Lunes 22 de diciembre de 1975     |
| Filipinas Tailandia                          | Miércoles 24 de diciembre de 1975 |

| País | Fecha                           |
| --- | ------------------------------- |
| Argentina Belice Brasil Chile Colombia Costa Rica Ecuador El Salvador Guatemala Honduras Nicaragua Panamá Perú República Dominicana Uruguay Venezuela | Jueves 25 de diciembre de 1975  |
| Dinamarca Irlanda Nueva Zelanda Reino Unido Sudáfrica                                                                                                 | Viernes 26 de diciembre de 1975 |
| Francia | Miércoles 28 de enero de 1976   |
| Noruega | Lunes 16 de febrero de 1976     |
| México | Jueves 15 de abril de 1976      |
| Corea del Sur | Sábado 24 de abril de 1976      |
| Malasia Singapur | Jueves 15 de julio de 1976      |
| Turquía | Jueves 1 de septiembre de 1977  |
| Hungría | Jueves 20 de junio de 1985      |

| País                                         | Fecha                             |
| -------------------------------------------- | --------------------------------- |
| Estados Unidos Canadá                        | Viernes 20 de junio de 1975       |
| Portugal                                     | Miércoles 22 de octubre de 1975   |
| Hong Kong                                    | Jueves 20 de noviembre de 1975    |
| Australia                                    | Jueves 27 de noviembre de 1975    |
| Japón                                        | Sábado 6 de diciembre de 1975     |
| Bélgica                                      | Miércoles 17 de diciembre de 1975 |
| Alemania Occidental Países Bajos             | Jueves 18 de diciembre de 1975    |
| Austria España Finlandia Italia Suecia Suiza | Viernes 19 de diciembre de 1975   |
| Israel                                       | Sábado 20 de diciembre de 1975    |
| Egipto Grecia Líbano                         | Lunes 22 de diciembre de 1975     |
| Filipinas Tailandia                          | Miércoles 24 de diciembre de 1975 |

| País | Fecha                           |
| --- | ------------------------------- |
| Argentina Belice Brasil Chile Colombia Costa Rica Ecuador El Salvador Guatemala Honduras Nicaragua Panamá Perú República Dominicana Uruguay Venezuela | Jueves 25 de diciembre de 1975  |
| Dinamarca Irlanda Nueva Zelanda Reino Unido Sudáfrica                                                                                                 | Viernes 26 de diciembre de 1975 |
| Francia | Miércoles 28 de enero de 1976   |
| Noruega | Lunes 16 de febrero de 1976     |
| México | Jueves 15 de abril de 1976      |
| Corea del Sur | Sábado 24 de abril de 1976      |
| Malasia Singapur | Jueves 15 de julio de 1976      |
| Turquía | Jueves 1 de septiembre de 1977  |
| Hungría | Jueves 20 de junio de 1985      |

## Recepción

### Comercial

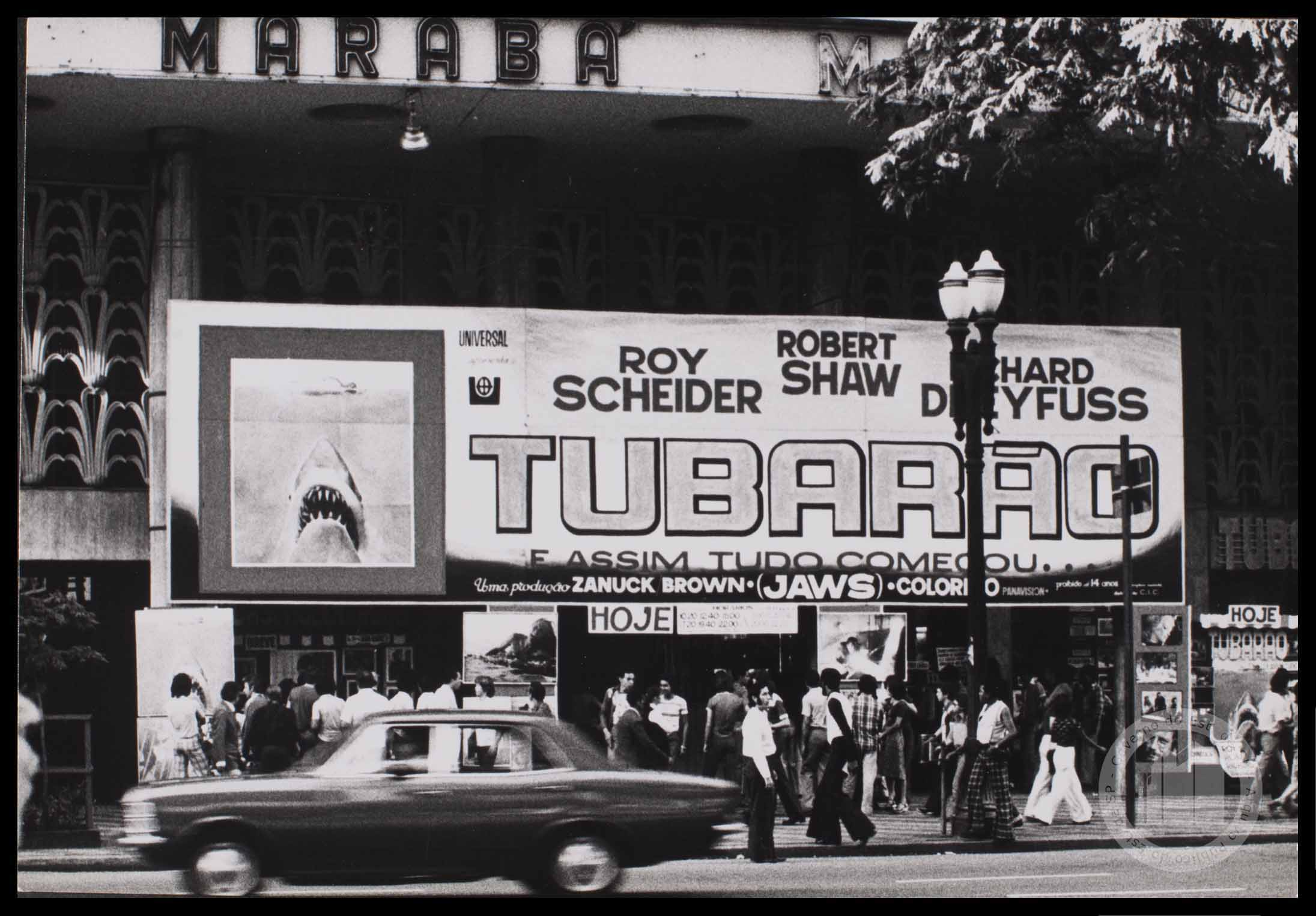
El Cine Marabá de Sao Paulo exhibiendo la película en 1977.

Tiburón recaudó 7 millones de USD en su primer fin de semana y había recuperado sus costes de producción en solo dos semanas. Después de 78 días en los cines superó a El padrino como la película más taquillera de la historia en Estados Unidos, con 100 millones en su recaudación que superaban los 86 obtenidos por la película de Francis Ford Coppola. En su estreno original recaudó 123,1 millones, y con sus reestrenos en 1976 y 1979 alcanzó la cifra de 133,4.
La película se estrenó internacionalmente en diciembre de 1975 y obtuvo idéntico éxito, rompiendo récords en Singapur, Nueva Zelanda, Japón, España y México. En 1977 Tiburón ya era la película más taquillera en todo el mundo, con 193 millones en ganancias, lo que hacía ascender sus ingresos hasta un total de 400 millones. Con ello superaba ampliamente los 145 millones que había obtenido El padrino pocos años antes.
Tiburón fue la película más taquillera hasta el estreno de Star Wars en 1977, que la superó después de seis meses en las salas y estableció un nuevo récord en 1978. A fecha de agosto de 2018, Tiburón está en el puesto 212 de la lista de las películas más taquilleras de la historia del cine, con 470,7 millones de USD en ganancias totales, y es la número 72 en el listado de los filmes que más dinero han obtenido en Estados Unidos gracias a sus 260 millones. Si ajustamos las cifras a la inflación, Tiburón recaudó dos mil millones según precios de 2011, y es la segunda franquicia más rentable después de Star Wars. En EE. UU. es la séptima película más taquillera de la historia con ganancias ligeramente superiores a los mil millones de USD actuales, cifra basada en los más de 128 millones de entradas de cine vendidas en su día. En televisión, Tiburón fue emitida por primera vez por la cadena American Broadcasting Company después de su reestreno de 1979, una emisión que alcanzó un 57 % de audiencia, el segundo mejor dato de cuota de pantalla después del alcanzado por Lo que el viento se llevó.

### Crítica

#### Anglosajona y de otros países
La película fue aclamada por la gran mayoría de la crítica. En Estados Unidos, Roger Ebert, del Chicago Sun-Times, la definió como «una película de acción sensacionalmente efectiva, un thriller aterrador que funciona mejor porque está poblado de personajes muy bien desarrollados». A.D. Murphy, de Variety, elogió la habilidad de la dirección de Spielberg y definió la actuación de Robert Shaw como «absolutamente magnífica». De acuerdo con Pauline Kael, de la revista The New Yorker, era «la película de miedo más absolutamente perversa de toda la historia… con más entusiasmo que ninguna de las primeras películas de Woody Allen, mucho más electrizante, y divertida de una manera parecida a Woody Allen». En la revista New Times, Frank Rich escribió: «Spielberg ha sido bendecido con un talento que está absurdamente ausente de la mayoría de cineastas estadounidenses actuales: este hombre sabe realmente como contar historias en la pantalla… Habla bien de los dones de este director el hecho de que las escenas más aterradoras de la película son aquellas en las que ni siquiera vemos al tiburón». Judith Crist, crítica de la revista New York, describió la película como «un entretenimiento aventurero y emocionante de primer orden» y elogió sus actuaciones y «logros técnicos extraordinarios». Rex Reed alabó las «enervantes» secuencias de acción y concluyó que «en su mayor parte, Tiburón es una película de terror que funciona de maravilla en todos los aspectos».
En el Reino Unido y Australia el filme fue recibido con críticas positivas. Peter Bradshaw, del diario británico The Guardian, dijo que «no hagan caso a los cínicos, ya que se trata de una obra maestra». Igualmente en el Reino Unido, en la revista TimeOut, el crítico Tom Huddleston escribió que «casi cuarenta años después, sentimos el eterno y aterrador miedo que se sintió cuando les atacaba un tiburón», añadiendo también que «es la marca que deja un excelente trabajo». En el sitio web australiano Webwombat.com.au, James Anthony comentó su buena impresión en los momentos más activos de la cinta.
Pero la película no estuvo exenta de detractores, especialmente en Estados Unidos. Vincent Canby, de The New York Times, redactó que «se puede valorar la película por el hecho de que no sentimos simpatía por ninguna de las víctimas del tiburón.... En las buenas películas, los personajes se revelan en los momentos de acción. En películas como esta, los personajes son simplemente anónimos de la acción... como marionetas que ofrecen la información cuando es necesario». Sin embargo, también añadió que «es el tipo de tonterías que pueden dar una buena dosis de diversión». Charles Champlin de Los Angeles Times, dijo que «no estaba de acuerdo con la clasificación por edades que le pusieron a la película, porque era demasiado terrorífica para los niños y probablemente revolvía el estómago a tan temprana edad. Es una obra de grano grueso y de explotación que depende en exceso de su impacto». Marcia Margill, de la revista Films in Review, dijo que «es eminentemente digna de ver por la segunda parte de la cinta», pero sobre la primera mitad opinó que «era defectuosa, a menudo, por su ajetreo». Finalmente, William S. Patcher de Commentary, describió a la película como «una comida para adormecer la mente de los saciados glotones del cine, especialmente en este género manipulador», mientras que The Village Voice, en palabras de su crítica Molly Haskell, dijo que viendo la película «te sientes como una rata en terapia de choque».

#### Hispanoamericana y española
En Hispanoamérica Tiburón también obtuvo muy buena crítica. En Argentina, el sitio web Piratas del Cine alabó a los actores al decir que «el reparto fue perfecto», así como a su banda sonora, comentando que «sería recordada para siempre». Alejandro Alemán, del diario El Universal de México, escribió: «Apenas el tercer largometraje de un entonces desconocido joven de 27 años llamado Steven Spielberg, es una de las mejores fábulas con las que puede contar Hollywood».
En España las críticas fueron mayoritariamente positivas. La página web Fotogramas le otorgó cuatro estrellas de cinco. Los críticos de la web Muchocine.net dijeron de ella que era «un film impresionante, magníficamente rodado y cuyo reconocimiento tardó en llegar. Spielberg en estado puro». La web Alohacriticon.com también alabó al filme de Spielberg: «Después de su brillante telefilme El diablo sobre ruedas y su primera y fallida incursión en pantalla grande con Loca evasión, el joven Spielberg facturó con esta película su primer gran trabajo y monumental éxito en taquilla», algo en lo que coincidió la web Return, al decir que «con tan solo dos largometrajes a sus espaldas, El diablo sobre ruedas (Duel, 1971) y Loca evasión (1974), Steven Spielberg cosechó con Jaws un éxito abrumador».

### Premios y reconocimientos

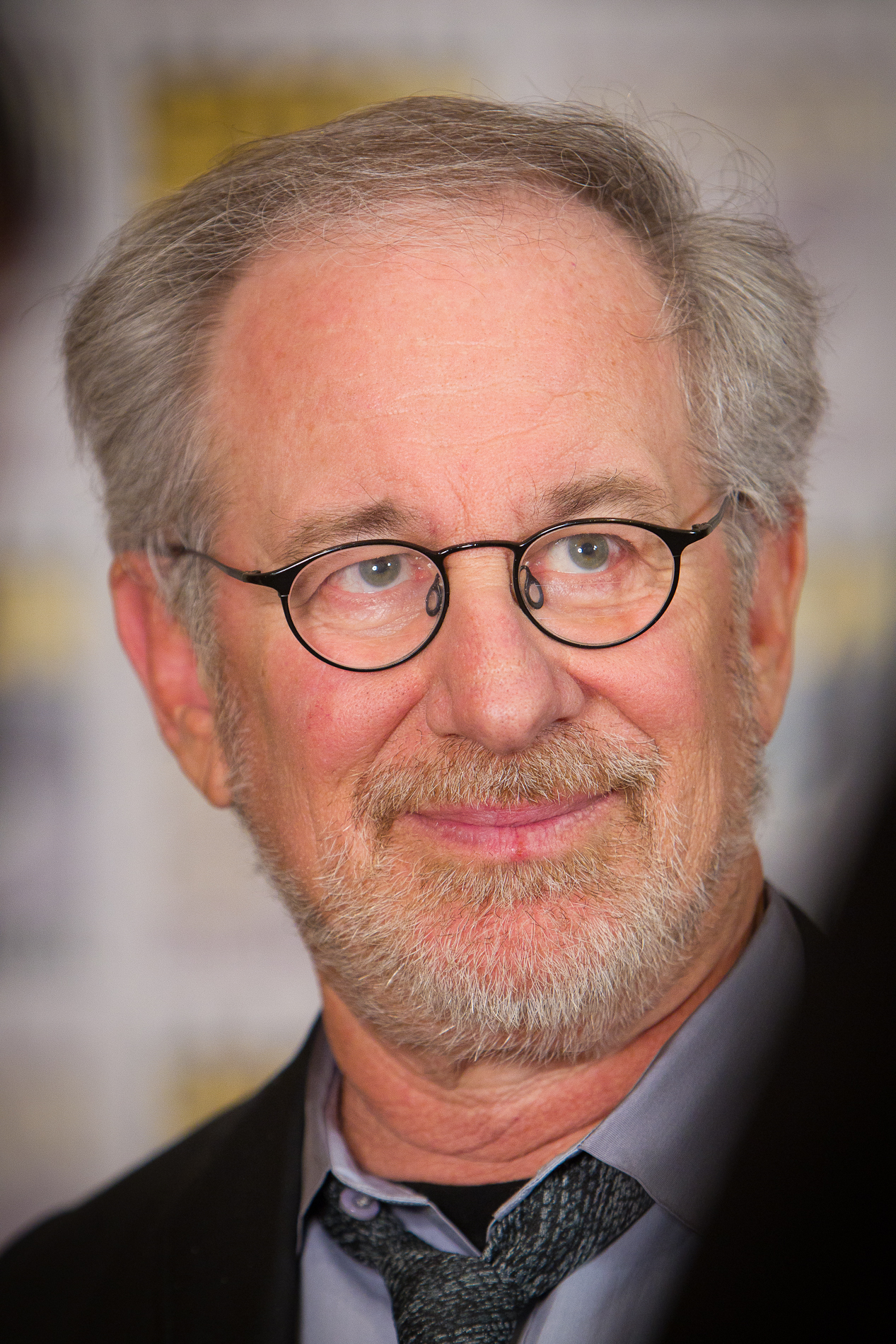
Steven Spielberg tenía 27 años cuando dirigió Tiburón.

Tiburón ganó tres premios Óscar: mejor montaje, mejor banda sonora y mejor sonido —Robert Hoyt, Roger Heman, Earl Madery y John Carter—. También estuvo nominada en la categoría de mejor película, pero este reconocimiento fue a parar a One Flew Over the Cuckoo's Nest. Spielberg lamentó no haber sido nominado a mejor director. Además del Óscar, John Williams ganó por su banda sonora el premio Grammy, el BAFTA y el Globo de Oro. Por su parte, Verna Fields fue galardonada, además de con el premio de la Academia, con el premio Eddie de los Editores de Cine de Estados Unidos al mejor montaje.
Tiburón también fue elegida Película Favorita en los premios People's Choice. Fue nominada a mejor película, actor (Richard Dreyfuss), montaje y sonido en los 29.º premios BAFTA y a mejor película —en la categoría de drama—, director y guion en los Globos de Oro. Spielberg fue nominado en los premios del Sindicato de directores de Estados Unidos, mientras que el Sindicato de Guionistas hizo lo propio con Peter Benchley y Carl Gottlieb en su categoría de mejor adaptación de drama.
Desde que fue estrenada, Tiburón ha sido incluida con frecuencia por los críticos de cine y los profesionales de esta industria como una de las grandes películas de la historia. Entró en el puesto 48.º en la lista AFI's 100 años... 100 películas del American Film Institute que fue compilada en 1998, aunque descendió al puesto 56.º en la lista del 10.º aniversario. El American Film Institute también incluyó al tiburón en el puesto 18.º de su lista de los 50 mejores villanos del cine, a la frase «Necesitará un barco más grande» que pronuncia Roy Scheider en el puesto 35.º de las 100 mejores frases del cine, a la banda sonora de Williams en el 6.º de las 100 mejores bandas sonoras y la película en el segundo lugar de las mejores películas de suspense de todos los tiempos, solo por detrás de Psicosis. En 2003 The New York Times incluyó Tiburón en su lista de las 1000 mejores películas y al año siguiente el canal de televisión Bravo la ubicó en el primer puesto de los 100 momentos más terroríficos del cine. La Asociación de críticos de cine de Chicago la nombró, en el año 2006, como la sexta película más terrorífica jamás filmada y en 2008 la revista Empire la ubicó en el quinto puesto de su lista de las 500 Mejores Películas de Todos los Tiempos y el personaje de Quint como el 50.º más interesante en una lista de los 100 grandes personajes de película. Muchas otras listas la incluyen siempre entre las 50 o 100 mejores películas. En 2001 la Biblioteca del Congreso de Estados Unidos seleccionó Tiburón para ser preservada en el National Film Registry como una película «culturalmente significativa». En 2006 el Sindicato de Guionistas de Estados Unidos seleccionó su guion en el puesto sesenta y tres de los mejores de la historia del cine.

## Legado

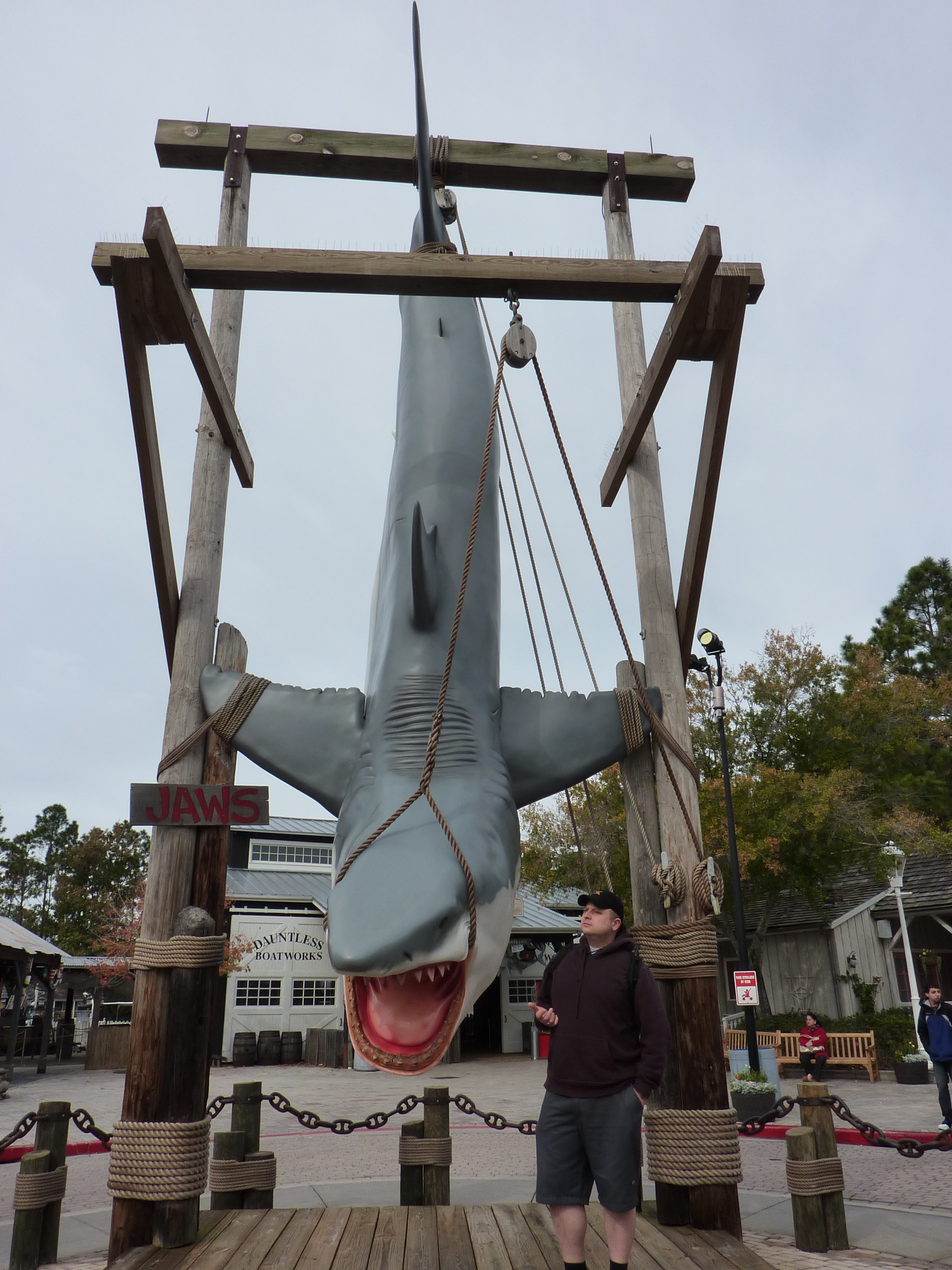
Réplica a tamaño real de un tiburón en la entrada de la atracción «Jaws ride» en los Universal Studios Florida, cerrada en la actualidad.

Tiburón demostró que se podían obtener más beneficios de un estreno cinematográfico simultáneo en muchas salas y respaldado por una amplia campaña publicitaria en televisión, que de los hasta entonces habituales estrenos lentos y escalonados en los que las películas llegaban a nuevos mercados con demasiado tiempo de diferencia. El método perfeccionado para el lanzamiento de esta producción es el que impera en Hollywood desde entonces. La película fue un verdadero hito porque dio inicio a una nueva estrategia comercial de los estudios de Hollywood basada en intensivas campañas publicitarias que incluían numerosos anuncios televisivos, en el lanzamiento de una completa mercadotecnia asociada a los filmes y en el estreno simultáneo de las películas en miles de salas de cine, muchas de ellas situadas en los nuevos centros comerciales de las afueras de las ciudades.
Según Peter Biskind, Tiburón «restó importancia a las críticas en la prensa e hizo muy difícil que otros filmes obtuvieran ganancias de forma lenta y escalonada, encontrando su audiencia por medio de su calidad, simplemente… Más allá, esta producción despertó el apetito de las productoras por obtener grandes beneficios rápidamente, es decir que los estudios querían que todas las películas fuesen Tiburón». El experto Thomas Schatz escribe que esta película «recalibró las ganancias potenciales del éxito hollywoodiense, y además redefinió su estatus como bien comercial y fenómeno cultural. El filme puso fin definitivo a una recesión en Hollywood que duraba cinco años y que fue debida al descenso en el número de espectadores, que entonces eran de procedencia más diversa por la llegada a la edad adulta de los nacidos durante la explosión de natalidad posterior a la Segunda Guerra Mundial. Estos nuevos y jóvenes espectadores se sentían menos atraídos por los musicales y las producciones históricas de tono épico que habían dominado en el cine hollywoodiense de los años 50 y 60. La película de Steven Spielberg marcaba el principio de una era de costosas producciones, alta tecnología y thrillers de montaje frenético».
Desde el estreno de Tiburón la temporada veraniega quedó fijada como la más importante para el estreno de las grandes producciones cinematográficas, las que pretendían ser grandes éxitos. Hasta entonces la época de estreno de las producciones más esperadas era el invierno, mientras que la época estival quedaba reservada para la exhibición de las películas que generaban menor expectación entre el público. Se recuerda a Tiburón y a Star Wars como las películas que marcaron tanto el inicio del nuevo modelo de negocio de la industria del cine en Estados Unidos, dominado por películas con premisas sencillas —fáciles de recordar y de vender—, como el comienzo del período del Nuevo Hollywood, en el que los filmes de autor empezaron a ser ignorados en favor de la rentabilidad de las grandes producciones. En la era del Nuevo Hollywood los directores comenzaron a ser limitados en sus intereses cinematográficos, en favor de las productoras que ahora controlaban todo el sistema para asegurarse de obtener muchas ganancias. En palabras de Biskind, «Spielberg fue el caballo de Troya a través del cual los estudios comenzaron a reafirmar su poder».
La película también tuvo amplias repercusiones culturales. De manera similar a como una de las escenas de Psicosis creó cierto miedo a meterse en la ducha durante los años 1960, Tiburón provocó pánico a bañarse en el mar por el posible ataque de un escualo. La reducción en el número de bañistas en las playas en 1975 se atribuyó a la película, así como el aumento en el avistamiento de escualos. Todavía hoy, varias décadas después de su estreno, se perpetúan los estereotipos negativos sobre los tiburones y su comportamiento. También se le atribuye a esta película el «Efecto Tiburón», que supuestamente llevó al aumento de la captura de estos depredadores marinos por parte de pescadores. Benchley llegó a decir que no habría escrito su novela de haber sabido cómo se comportaban realmente los tiburones en su entorno natural. Los grupos conservacionistas han lamentado el hecho de que la fama de la película haya dificultado los esfuerzos por convencer a la gente de que los tiburones necesitan protección.
Esta película creó un modelo imitado después por muchas películas de terror. Tanto es así que otra película mítica como Alien, el octavo pasajero, dirigida en 1979 por Ridley Scott, fue vendida a los ejecutivos del estudio como «Tiburón en el espacio». En los años 1970 y 1980 se estrenaron numerosas películas protagonizadas por animales devoradores de hombres, normalmente acuáticos, como Orca, la ballena asesina, Grizzly, La bestia bajo el asfalto, El día de los animales o Trampa mortal. Spielberg declaró que Piraña, dirigida por Joe Dante y escrita por John Sayles, era «el mejor de los timos inspirados por Tiburón». De Italia llegaron tres películas de monstruos acuáticos: El último tiburón, que fue demandada por la Universal por plagio, El devorador del océano y Jaws 5: Cruel Jaws, que además contaba con metraje de Tiburón y Tiburón 2.
En la isla de Martha's Vineyard se celebró el trigésimo aniversario del estreno de Tiburón en 2005 con el festival «JawsFest». Un grupo independiente de admiradores creó el documental The Shark is Still Working, con entrevistas a varios actores y miembros del reparto de la película. Narrado por Roy Scheider y dedicado a Peter Benchley, que falleció en 2006, se estrenó en 2009 en el «Los Angeles United Film Festival».

### Secuelas
Tiburón generó tres secuelas directas. La saga, según estimaciones de Forbes, acumuló un total de 182 557 600 entradas solo en Estados Unidos, sin embargo, de las secuelas, ninguna pudo repetir el éxito de la original; ni siquiera la suma de todas sus ganancias se aproxima a lo que ganó la primera. En octubre de 1975 Spielberg afirmó ante los asistentes a un festival de cine que «hacer una secuela es solo un truco barato de feria». Sin embargo, se planteó sumarse a la primera secuela cuando su director, John D. Hancock, fue despedido tan solo unos días antes de iniciar el rodaje. Finalmente, sus obligaciones con la filmación de Close Encounters of the Third Kind, que protagonizaba precisamente Dreyfuss, lo hizo imposible. Tiburón 2 acabó siendo dirigida por Jeannot Szwarc y los actores Scheider, Gary, Hamilton y Jeffrey Kramer repitieron en sus personajes. Esta primera secuela es considerada generalmente como la mejor de todas. Tiburón 3-D se estrenó en 1983 bajo dirección de Joe Alves, quien había trabajado como director de arte y diseñador de producción, respectivamente, en las dos anteriores. Protagonizada por Dennis Quaid y Louis Gossett, Jr., esta película se estrenó en pantalla grande en 3D, aunque este formato no se transfirió en sus ediciones domésticas. Tiburón, la venganza, se rodó en 1987 y fue protagonizada por Michael Caine y Lorraine Gary, ya en el papel de la viuda de Brody. Dirigida por Joseph Sargent, esta película es considerada una de las peores de todos los tiempos. Aunque estas tres secuelas recaudaron sumas de dinero bastante satisfactorias, la crítica y los espectadores no estuvieron, en general, satisfechos con su calidad.

### Adaptaciones y mercadotecnia
La película inspiró dos atracciones de parques temáticos: una en los Universal Studios Florida, que cerró en enero de 2012, y otro en los Universal Studios de Japón. También se hicieron dos adaptaciones musicales: JAWS The Musical!, estrenada en 2004 en el Minnesota Fringe Festival, y Giant Killer Shark: The Musical, presentado en 2006 en el Toronto Fringe Festival. Tres videojuegos se han basado en la película: Jaws, desarrollado en 1987 por LJN para Nintendo Entertainment System; Jaws Unleashed en 2006 por Majesco Entertainment para Xbox, PlayStation 2 y PC; y Jaws: Ultimate Predator, estrenado en 2011 también por Majesco para Nintendo 3DS y Wii. En 2010 se estrenó un videojuego para móviles creado por Bytemark para iPhone.

## Formato doméstico
Tiburón fue el primer título cinematográfico comercializado en disco LaserDisc en Norteamérica, puesto a la venta por MCA DiscoVision en 1978. En el año 1992 se estrenó un segundo LaserDisc, antes de la tercera y última versión que se puso a la venta en 1995 como parte de la Signature Collection de MCA/Universal Home Video. Este último producto era una caja recopilatoria que incluía tomas falsas y escenas eliminadas, un documental de dos horas producido y dirigido por Laurent Bouzereau que mostraba cómo se había hecho la película, un ejemplar de la novela Tiburón y un CD con la banda sonora de Williams.
En el año 1980 MCA Home Video editó por primera vez Tiburón en formato VHS. En 1995, con motivo del vigésimo aniversario, MCA Universal Home Video puso a la venta una Edición Coleccionista que incluía una retrospectiva del proceso de producción del filme. Esta edición vendió 800 000 ejemplares solo en Norteamérica. La última edición en VHS apareció en el año 2000, vigesimoquinto aniversario de su estreno, acompañada de una segunda cinta con un documental, escenas eliminadas, tomas falsas y un tráiler.
También en el año 2000 y con motivo de su veinticinco aniversario, Tiburón se estrenó en DVD y su lanzamiento vino anunciado por una masiva campaña publicitaria. Contenía un documental de 50 minutos sobre el proceso de creación del filme —editado del que acompañaba al LaserDisc de 1995— con entrevistas a Spielberg, Scheider, Dreyfuss, Benchley y otros miembros del equipo, además de los habituales extras de escenas eliminadas, tomas descartadas, tráileres, fotos de producción y guion gráfico. Este DVD vendió un millón de copias en solo un mes. En junio de 2005 se presentó en el festival «JawsFest» de Martha's Vineyard la edición en DVD del trigésimo aniversario, aderezada con extras ya vistos antes, como el documental de Bouzereau y una entrevista realizada a Spielberg en 1974 en el set de rodaje de la película.
Tiburón fue editada en Blu-Ray en agosto de 2012, con el sonido y la imagen totalmente restaurados para la alta definición a partir del negativo de cámara original y con cuatro horas de contenido extra, incluido el reciente documental The Shark Is Still Working. Este Blu-Ray se editó como parte de las celebraciones del aniversario número 100 de la productora Universal Pictures y debutó en la cuarta posición, con 362 000 copias vendidas.
Con motivo de su cuadragésimo quinto aniversario, Tiburón fue lanzada por primera vez en Blu-Ray Ultra HD el 1 de julio de 2020 con una imagen en resolución 4K, incluyendo una versión doble con un disco Blu-Ray incluido de la película y un libreto con imágenes de los storyboards y del detrás de cámaras.